# História da Seleção Brasileira de Futebol
Muito se discute sobre quem introduziu a prática do futebol no Brasil. As opiniões e pesquisas são diversificadas e muito controvérsias, que vão desde a vinda das empresas inglesas ao país por volta de 1890, passando pela chegada de navios estrangeiros, até o futebol praticado em colégios e seminários no final do século XIX. A história oficial conta que a chegada do "football" ao país ocorreu graças a Charles William Miller, um brasileiro filho de ingleses, que desembarcou no porto de Santos em 1894 trazendo consigo duas bolas de futebol, após ter concluído seus estudos em Southampton.

## 1903–1913: Era prata e a fase pré-seleção
Entre 1903 e 1913, o futebol já se encontrava em franca ascensão, principalmente nas cidades  de São Paulo e do Rio de Janeiro, e diversos clubes e combinados estrangeiros de Argentina, Chile, Uruguai, Inglaterra, Itália e Portugal vieram ao Brasil disputar partidas amistosas contra combinados estaduais paulistas, cariocas e até baiano, que muitas vezes contavam com jogadores estrangeiros que atuavam nos times e mesmo alguns combinados nacionais, estes formados unicamente por jogadores brasileiros.

## 1914–1938: A formação e os primórdios

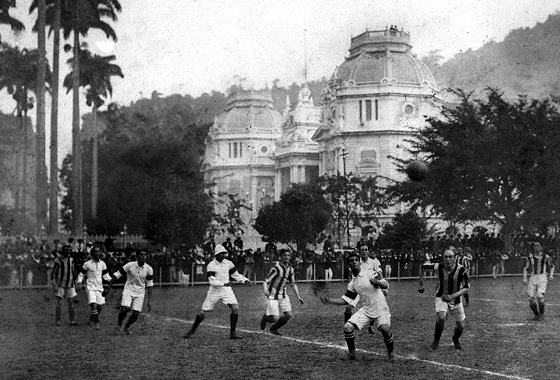
A primeira partida da seleção brasileira contra o Exeter City Football Club em 1914

A Seleção Brasileira foi formada pela primeira vez em 21 de julho de 1914. Fez seu primeiro jogo contra o Exeter City da Inglaterra, no campo do Fluminense Football Club, em 21 de julho daquele ano. O resultado da partida é disputado. Algumas fontes afirmam que o Exeter perdeu por 2 a 0, com gols de Oswaldo Gomes e Osman, enquanto outras afirmam um empate de 3 a 3, particularmente na mídia inglesa à época. A equipe jogou ainda naquele ano em dois jogos contra a Seleção Argentina, sendo um amistoso em 20 de setembro e outro oficialmente, valendo a Copa Roca em 27 de setembro, competição que visava a aproximar mais estes dois países.O Brasil venceu por 1-0 em Buenos Aires (gol de Rubens Salles), consagrando-se campeão do torneio, sendo esse o primeiro de vários títulos conquistados pela seleção Canarinho.
O primeiro título relevante conquistado pela Seleção Brasileira foi o Campeonato Sul-Americano de 1919, atual Copa América, com Friedenreich marcando o gol do título sobre o Uruguai, no Estádio das Laranjeiras construído pelo Fluminense para esta ocasião, já que o governo brasileiro não tinha o dinheiro para financiar este evento internacional. Em 1922, o Fluminense ampliou o seu estádio e a Seleção Brasileira conquistou o segundo título relevante de sua história, o bicampeonato do Sul Americano de Seleções.
O Brasil é a única nação a ter se classificado para todas as edições da Copa do Mundo. Contudo, as participações iniciais do país estavam longe de serem bem sucedidas. Isso se deve à disputa interna do futebol brasileiro sobre o profissionalismo. Esse fato fez com que a Confederação Brasileira de Futebol fosse incapaz de convocar times com a força total. Em particular, disputas entre as federações estaduais de São Paulo e do Rio de Janeiro (as duas mais importantes da época) significavam que a seleção seria composta por jogadores vindos de apenas uma das federações.

Seleção Brasileira embarcando para a Copa do Mundo de 1934. Arquivo Nacional

Tanto na Copa de 1930, quando Preguinho marcou o primeiro gol da história da Seleção Brasileira em Copas do Mundo, na estreia contra a Iugoslávia, em que o Brasil perdeu por 2-1, quanto na de 1934, o Brasil foi eliminado logo na primeira fase. Porém 1938 era um sinal do que viria, uma vez que o Brasil terminou em um bom terceiro lugar, com Leônidas da Silva fazendo história e terminando a copa como artilheiro e melhor jogador.
Deve-se lembrar, contudo, que nas Copas de 1934 e 1938, houve reclamações brasileiras contra a arbitragem das partidas nas quais o Brasil foi eliminado, em 1934 contra a Espanha (oitavas de final) e em 1938 contra a Itália (semifinal). Em 1934, os brasileiros reclamaram do árbitro alemão Alfred Birlem, que anulou um gol de Luisinho quando a partida ainda estava 2-1 para a Espanha (segundo os brasileiros, o gol foi legal), e o zagueiro espanhol Quincoces tirou com a mão uma bola, chutada pelo brasileiro Patesko, no momento em que a bola ia entrar no gol. O árbitro não marcou o pênalti. Porém, em um outro lance, o árbitro marcou um pênalti a favor do Brasil, batido por Valdemar de Brito e defendido pelo goleiro espanhol Zamora.

Seleção Brasileira em Buenos Aires, preparação para a Copa de 1938.

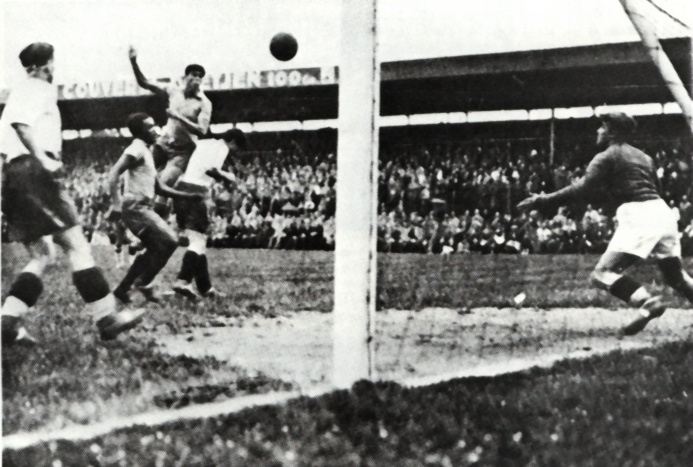
Seleção contra a Polônia na Copa de 1938.

Já em 1938, o Brasil perdeu de 3-2 para a Itália na semifinal. O segundo gol italiano derivou-se de pênalti, cometido por Domingos da Guia sobre o italiano Piola. Domingos agrediu Piola em revide a uma agressão deste, que o árbitro (o suíço Hans Wüthrich) desconsiderou, marcando apenas a infração do brasileiro. Ademais, algumas fontes afirmam que, no momento do ocorrido, a bola não estava em jogo, havia saído pela linha de fundo, de modo que a marcação do pênalti teria sido ilegal. Outras fontes alegam que a bola não havia saído, porém que estava fora do lance, longe de Domingos da Guia e Piola, de modo que a marcação do pênalti teria sido, no mínimo, desnecessariamente rigorosa. Não só a imprensa brasileira, mas também a imprensa do país-sede da Copa, a França, considerou a marcação do pênalti rigorosa demais. O Brasil chegou a fazer protesto formal à FIFA contra o juiz suíco Hans Wüthrich pela marcação do citado pênalti, porém a FIFA homologou o resultado final da partida. O jornalista francês A Chantrel escreveu que o árbitro deveria ter expulsado Domingos da Guia, mas jamais ter dado pênalti, pois a bola não estava em jogo, porém esse jornalista afirma que a Itália dominou o Brasil no jogo. Além disso, Leônidas, considerado o melhor jogador do Brasil, desfalcou o Brasil contra a Itália por exaustão muscular, mas 3 dias depois disputou a decisão de 3º lugar contra a Suécia, marcando 2 gols. A "rápida" recuperação de Leônidas gerou calúnias  de que Leônidas teria sido "comprado" pela Itália, ou que o próprio Leônidas teria fingido suas dores musculares como forma de buscar uma melhor premiação financeira (o popular "bicho") por jogar. Leônidas processou o autor das acusações.
Nas duas ocasiões (1934 e 1938), a campeã da Copa acabou sendo a Itália. Curiosidade: após eliminar o Brasil em 1934, a Espanha foi eliminada pela futura campeã Itália, em uma partida na qual o árbitro suíço René Mercet "ajudou" tanto os italianos que simplesmente acabou sendo posteriormente desfiliado do quadro de árbitros da Federação Suíça de Futebol pela sua atuação na Copa.
Entre 1942 e 1950, as edições da Copa do Mundo foram canceladas devido à Segunda Guerra Mundial.

## 1949: Título na Copa América e o fim do jejum de 27 anos
Já em 1949, Brasil sediou mais uma edição do Campeonato Sul-Americano. A Seleção Brasileira foi campeã, vencendo 7 x 0 a Paraguai no jogo final em São Januário, e assim, acabou com um jejum de títulos oficiais de 27 anos. O anterior, tinha sido na Copa América de 1922. Esse foi o período mais longo da história da Seleção sem conseguir títulos oficiais de sua Seleção principal. Os gols do jogo final foram marcados por Ademir de Menezes (3 gols) Tesourinha (2 gols) e Jair (2 gols).

## 1950: A derrota em casa para o Uruguai

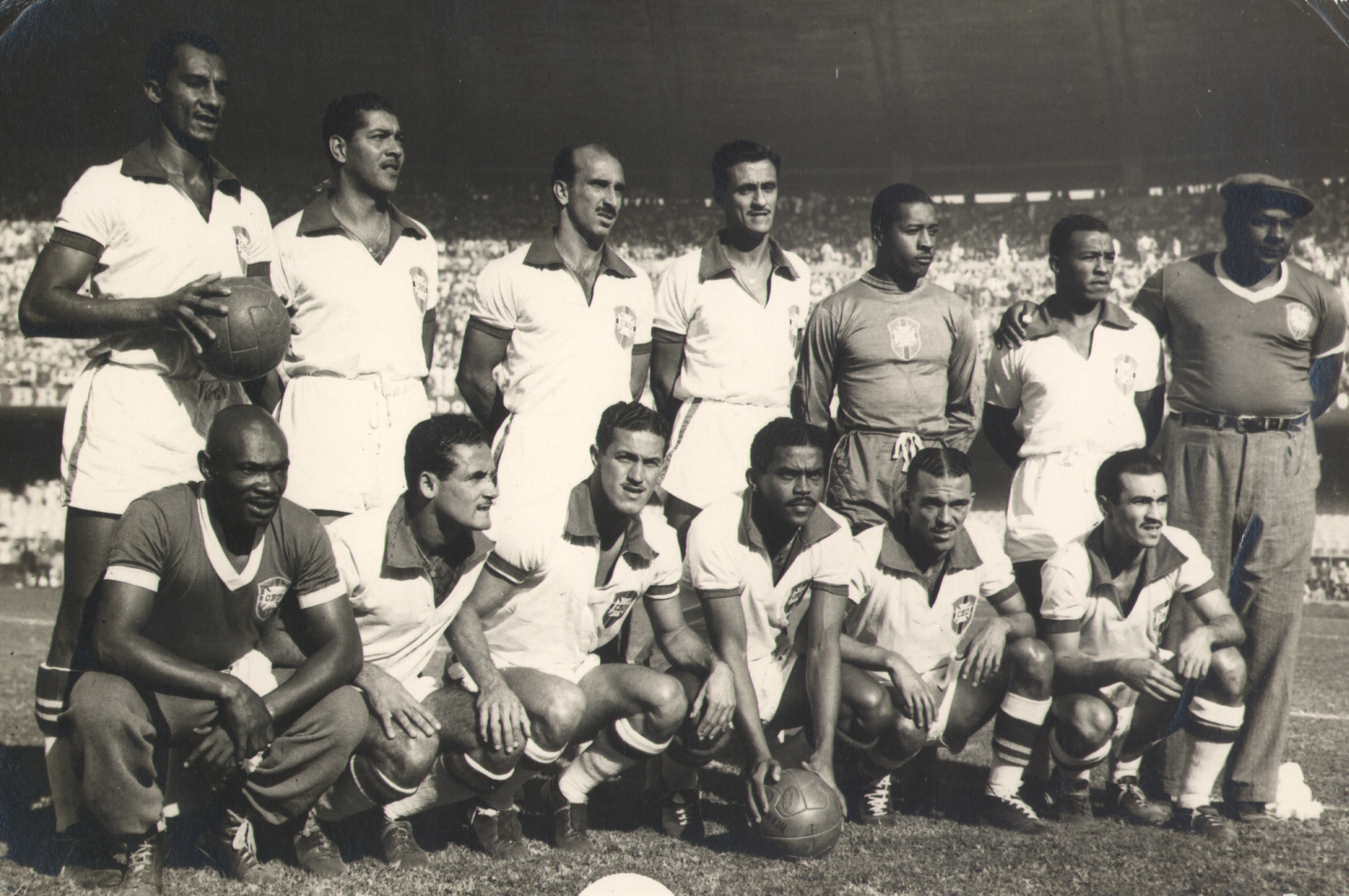
Seleção Brasileira na Copa de 1950. Ademir de Menezes (terceiro da esquerda para a direita, agachado) foi o artilheiro da competição.

O Brasil sediou a Copa do Mundo de 1950, que foi o primeiro torneio a acontecer depois da II Guerra Mundial, a primeira edição do torneio no Brasil. Na Primeira Fase, a Seleção Brasileira venceu por 4 a 0 o México, empatou por 2 a 2 com a Suíça (neste jogo o Brasil atuou com jogadores paulistas, pois o jogo foi no Pacaembu o único fora do Maracanã, desfigurando a seleção) e venceu a Iugoslávia por 2 a 0.
O torneio de 1950 foi único por não ter uma partida final, mas um quadrangular final, que concentrou as seleções do Uruguai, Brasil, Suécia e Espanha. Contudo, para todos os fins o jogo decisivo entre Brasil e Uruguai serviu como "final" do torneio, pela melhor campanha de ambos no quadrangular e pela partida entre os dois times ser a última da competição.

Gol da Seleção Brasileira na final da Copa do Mundo de 1950.

As goleadas do Brasil por 7 a 1 na Suécia e por 6 a 1 na Espanha garantiram ao Brasil uma boa vantagem frente ao Uruguai, e confirmaram Ademir de Menezes como artilheiro da competição. Com isso, diante de um público de cerca de 200 mil pessoas no Estádio do Maracanã, a seleção nacional precisava apenas empatar com o Uruguai e o troféu seria dos donos da casa. O favoritismo do Brasil cresceu especialmente quando Friaça abriu o placar aos dois minutos do segundo tempo. Porém o Uruguai empatou com Juan Alberto Schiaffino e, com onze minutos faltando para o final da partida, virou o jogo com um gol de Alcides Ghiggia, tornando-se campeões mundiais pela segunda vez. Essa partida ficou conhecida na América do Sul como o Maracanazo e simbolizou o maior trauma da seleção brasileira de todas as Copas e de toda a sua história até a ocorrência do "Mineiraço" em 2014.
Barbosa, o goleiro do Brasil na partida, foi acusado de ter falhado ao levar o gol da derrota e carregou até a morte o fardo da derrota.
A Seleção jogou de branco até a data fatídica de 16 de julho de 1950, quando perdeu para o Uruguai. Após essa data houve um concurso para escolher o novo uniforme da equipe, tendo sido escolhidos o amarelo como cor da camiseta, o azul como cor do calção e o branco a cor dos meiões. O concurso, promovido pelo jornal Correio da Manhã, do Rio de Janeiro, foi ganho pelo professor, jornalista gaúcho e, ironicamente, torcedor do Uruguai Aldyr Garcia Schlee.

## 1954: A derrota para a Hungria

Seleção Brasileira embarcando para a Copa do Mundo de 1954. Arquivo Nacional

Para a Copa do Mundo de 1954, na Suíça, a equipe brasileira estava completamente renovada, para que a derrota do Maracanã pudesse ser esquecida, mas ainda tinha um bom grupo de jogadores, incluindo Nilton Santos, Djalma Santos, Julinho e Didi. Pela primeira vez usou o uniforme com a camisa amarela e o calção azul.
O Brasil conseguiu se classificar para a segunda fase da Copa, vencendo o México e empatando com a Iugoslávia, mas nas quartas de final enfrentou a poderosa Hungria de Kocsis e Puskás, sensação daquela Copa, e perdeu de 4-2, sendo eliminada. Um fato curioso na primeira fase da competição: segundo o jogador Djalma Santos, os jogadores do Brasil não sabiam que o empate com a Iugoslávia classificaria ambas as equipes para a segunda fase da Copa, e não "desaceleraram" o ritmo da partida; os jogadores iugoslavos gesticulavam aos brasileiros para que "desacelerassem" a partida, mas os brasileiros não entendiam e "se matavam" de correr em campo. Após o empate, os jogadores brasileiros foram para o vestiário achando que estavam desclassificados da Copa, e apenas no vestiário foram informados que o Brasil também estava classificado.
Antes do início da partida com a Hungria, o vestiário do Brasil foi invadido por dirigentes dispostos a estimular o time com exortações patrióticas. O Senador da República, João Lira Filho,  fez um discurso onde comparava os jogadores aos Inconfidentes Mineiros e, desfilando com uma bandeira usada pela Força Expedicionária Brasileira na Segunda Guerra Mundial,  obrigou os jogadores a beijar a bandeira. Segundo o testemunho do lateral-esquerdo Nilton Santos, o time entrou em campo com os nervos à flor da pele. Segundo o lateral-direito Djalma Santos: "Na véspera do jogo contra a Hungria, o jantar terminou às 19h e ficamos ouvindo os dirigentes falarem até as 23h. Eles fizeram do Puskas um monstro, um deles. E ele nem jogou aquela partida. Ficaram falando que nós tínhamos que honrar a nossa bandeira, que isso, que aquilo... Teve jogador que nem dormiu depois de tudo que eles falaram."
A partida entre Brasil e Hungria ficou posteriormente conhecida como A Batalha de Berna, em função da briga generalizada que ocorreu após a partida, envolvendo jogadores e comissão técnica de ambos os países. Os brasileiros ficaram revoltados com a atuação do árbitro inglês Arthur Ellis, sobretudo pela postura do mesmo sobre a violência dos jogadores húngaros, do 2º e o 4º gols húngaros (que os brasileiros consideraram que houve impedimento), da marcação de pênalti contra o Brasil por alegado toque de mão do zagueiro Pinheiro, que resultou no 3º gol húngaro, e da não marcação de um pênalti a favor do Brasil, em cima do ponta Julinho Botelho, ao fim do jogo.
Mário Vianna, árbitro brasileiro do quadro da FIFA que estava comentando a partida para uma emissora carioca, chamou o Comitê de Arbitragem da FIFA de "camarilha de ladrões", acusou o árbitro Arthur Ellis de ser "ladrão, comunista, covarde, rateiro" e de por isso ter beneficiado a Hungria, e afirmou que aplicaria um "corretivo" no árbitro inglês. Tais atitudes valeram a Mário Vianna sua exclusão do quadro de árbitros da FIFA. Numa entrevista à Revista Placar em 1981, Vianna afirmou que viu o jogador húngaro Puskas ir ao quarto de hotel do árbitro Arthur Ellis no dia anterior à realização da partida e ficar lá mais de uma hora. Por isso, Vianna ficou desconfiado, e a arbitragem de Ellis, segundo ele, acabou por confirmar suas suspeitas.
No que diz respeito pelo menos ao 2º e ao 4º gols da Hungria (sobre os quais os brasileiros reclamaram de impedimento), o vídeo da partida mostra que os gols foram marcados em posição legal; comentando o mesmo vídeo para a TV Cultura, o ponta Julinho Botelho afirma que o pênalti marcado a favor da Hungria foi inexistente e que ele sofreu pênalti não marcado pelo árbitro.

## 1958–1970: Era de ouro

### 1958: O primeiro título mundial

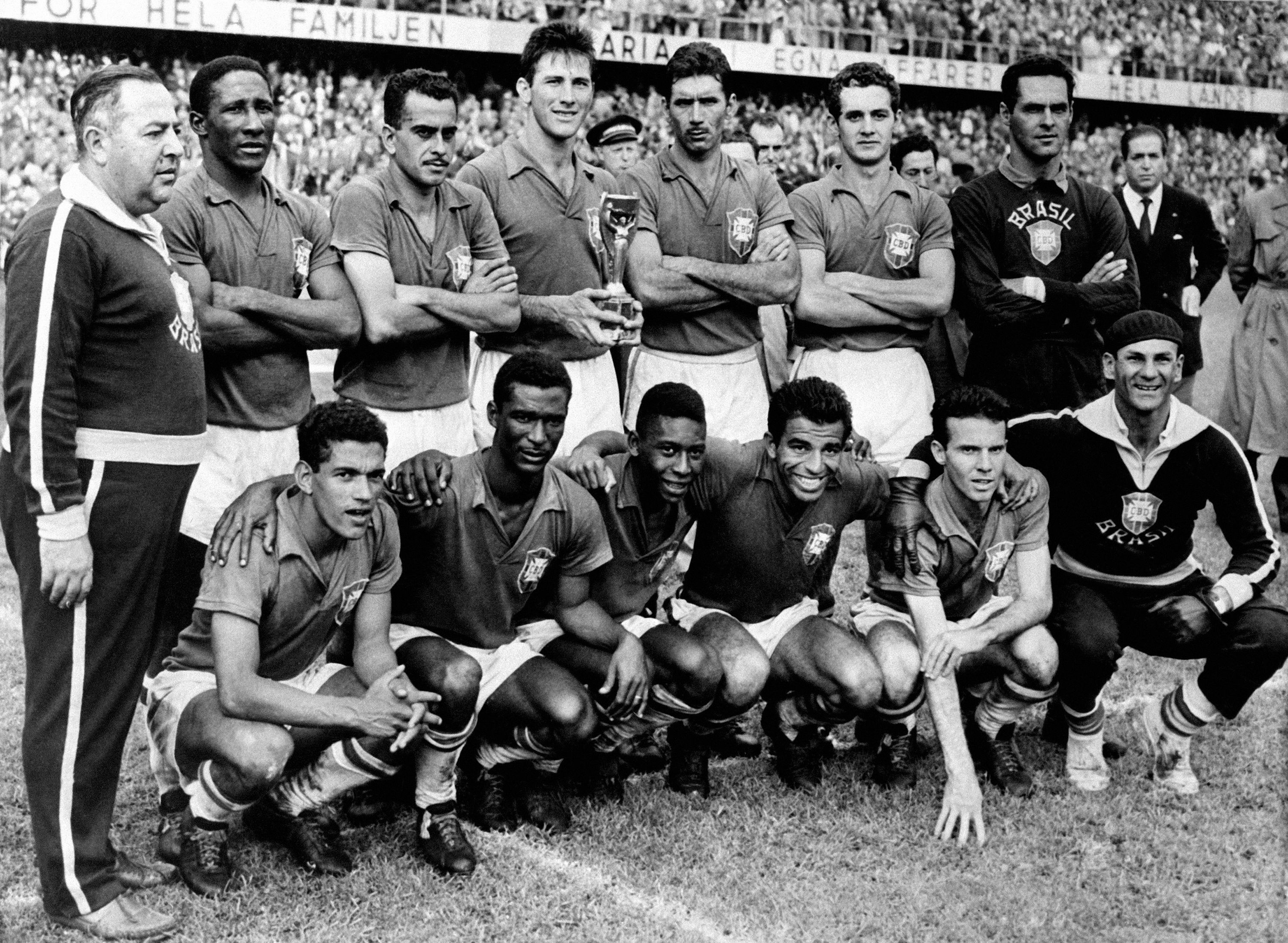
Seleção Brasileira na Copa de 1958

Durante 1958 e 1970 o Brasil viveu uma de suas melhores fases: foram três títulos em quatro Copas, com um time de estrelas que praticamente correspondia aos times do Botafogo e do Santos. Os principais craques eram Pelé, Vavá e Garrincha.
O treinador do Brasil, Vicente Feola, impôs regras estritas para a equipe para a Copa do Mundo de 1958, na Suécia. Os jogadores receberam uma lista de quarenta coisas que eles não tinham permissão de fazer, incluindo usar chapéu ou guarda-chuva, fumar enquanto vestiam uniforme oficial e conversar com a imprensa fora dos locais designados. Era o único time que havia trazido um psicólogo (por causa das memórias de 1950, que ainda afetavam alguns jogadores) ou um dentista (já que, por causa de suas origens humildes, muitos jogadores tinham problemas dentais, o que causava infecções e tinha também um impacto negativo nas performances) com eles, e haviam mandado um representante para a Europa para assistir às partidas eliminatórias um ano antes do começo do torneio.

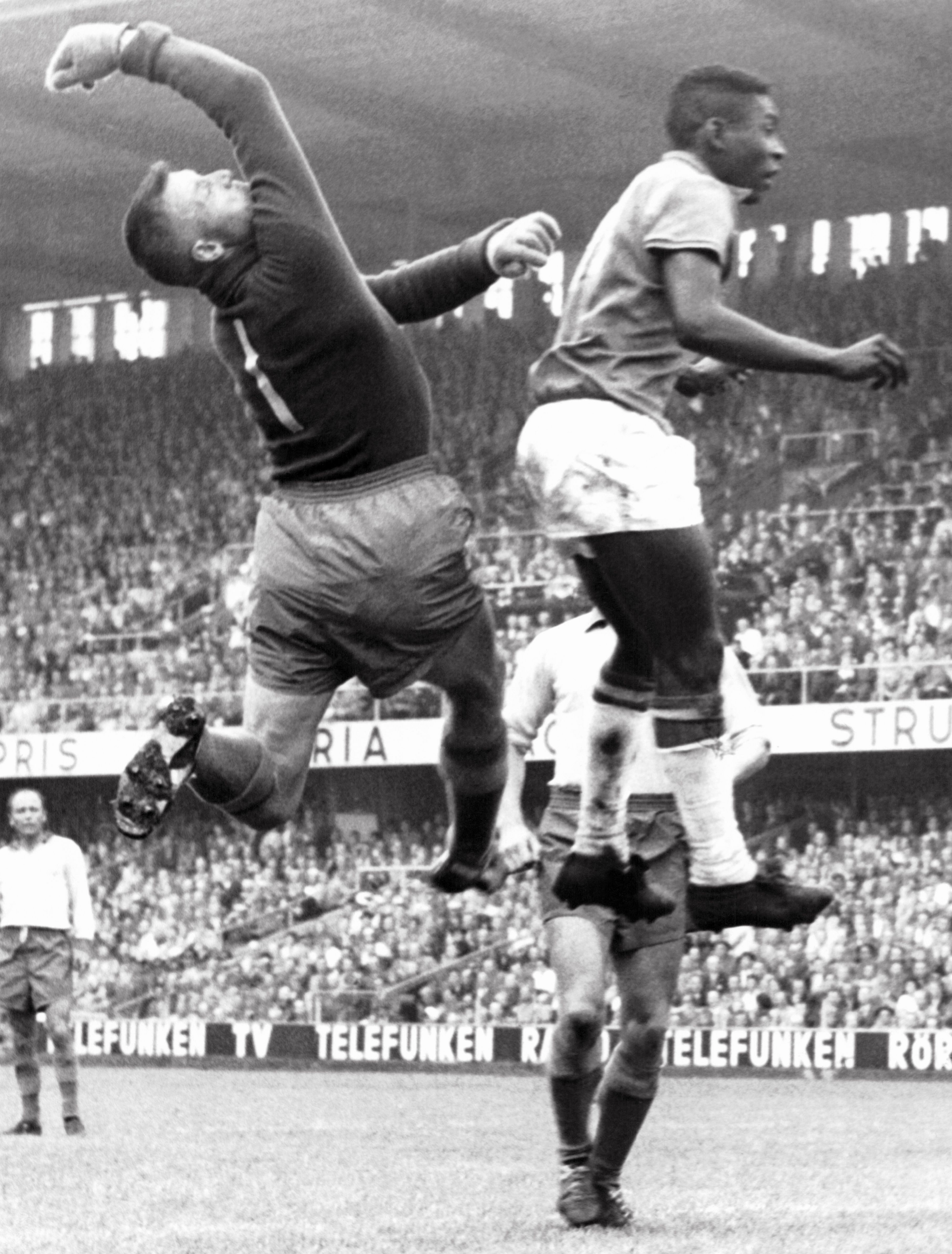
Pelé salta para cabeceio durante a final contra a Suécia em 1958

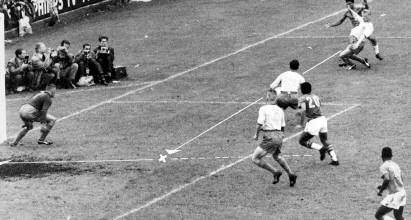
Vavá e Garrincha no primeiro gol do Brasil na final da Copa do Mundo de 1958 contra a Suécia. Os suecos saíram na frente, mas Vavá virou o jogo e a seleção aplicou uma goleada de 5 a 2 no adversário

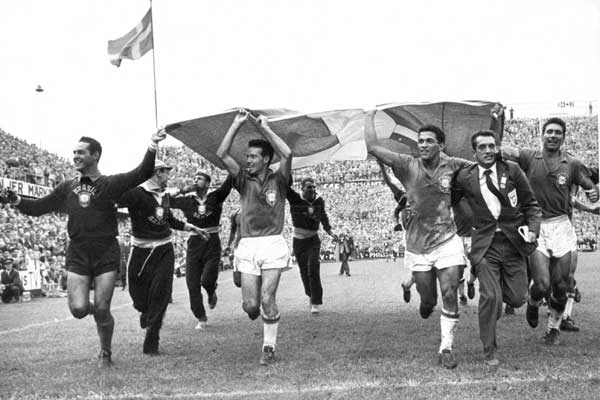
Jogadores da Seleção Brasileira comemoram o primeiro título mundial na Copa de 1958

O Brasil caiu no grupo mais difícil, com Inglaterra, URSS e Áustria. Eles bateram a Áustria por 3-0 na primeira partida, então empataram em 0-0 com a Inglaterra. Os brasileiros estavam preocupados com sua partida contra os soviéticos, que tinham um físico excepcional e eram um dos favoritos a ganhar o torneio; sua estratégia era arriscar no começo do jogo para tentar marcar um gol logo no início. Antes da partida, os líderes do time, Bellini, Nílton Santos e Didi, falaram com o treinador e o persuadiram a fazer três substituições que seriam cruciais para o Brasil ganhar dos soviéticos e a Copa: Zito, Garrincha e Pelé começariam o jogo contra a União Soviética. No apito inicial, eles passaram a bola para Garrincha que passou por três jogadores antes de acertar a trave com um chute. Eles mantiveram a pressão sem descanso e, após três minutos, que mais tarde seriam chamados de "os três minutos mais grandiosos da história do futebol", Vavá deu ao Brasil a liderança no placar. Eles ganharam a partida por 2-0. Pelé marcou o único gol da partida das quartas de final contra o País de Gales, e eles bateram a França por 5-2 nas semifinais.
Na final contra a Suécia, os donos da casa abriram o marcador logo aos quatro minutos, mas Vavá fez gol aos nove minutos e virou o jogo ainda no primeiro tempo. O Brasil bateu a seleção anfitriã por 5-2, ganhando sua primeira Copa do Mundo e se tornando a primeira nação a ganhar um título de Copa do Mundo fora de seu próprio continente. Repetiu o feito em 2002, ao triunfar na Ásia, somando títulos em três continentes. Apenas a Espanha, na Copa do Mundo de 2010 na África do Sul, e a Alemanha, na Copa do Mundo de 2014 no Brasil, viriam a conquistar um título mundial fora do seu próprio continente. Um fato lembrado foi que Feola algumas vezes tirava sonecas durante os treinamentos e fechava os olhos durante os jogos, dando a impressão que ele estava dormindo. Por causa disso, Didi algumas vezes era tido como o verdadeiro treinador do time, já que ele comandava o meio de campo. Outro detalhe: na final da Copa, quando enfrentou a Suécia, o time brasileiro teve que arrumar o segundo uniforme urgentemente, já que o sueco era amarelo também. A Suécia emprestou ao Brasil seu uniforme reserva (camisetas azuis e calções brancos), e há informações de que os próprios jogadores costuraram os distintivos da CBD (Confederação Brasileira de Desportos) durante a noite na camiseta no lugar dos distintivos suecos. Assim surgiu o uniforme reserva do Brasil. Diz-se que o chefe da delegação, Paulo Machado de Carvalho, tentou estimular os jogadores associando o azul da camisa ao "manto de Nossa Senhora".

### 1962: Bicampeonato

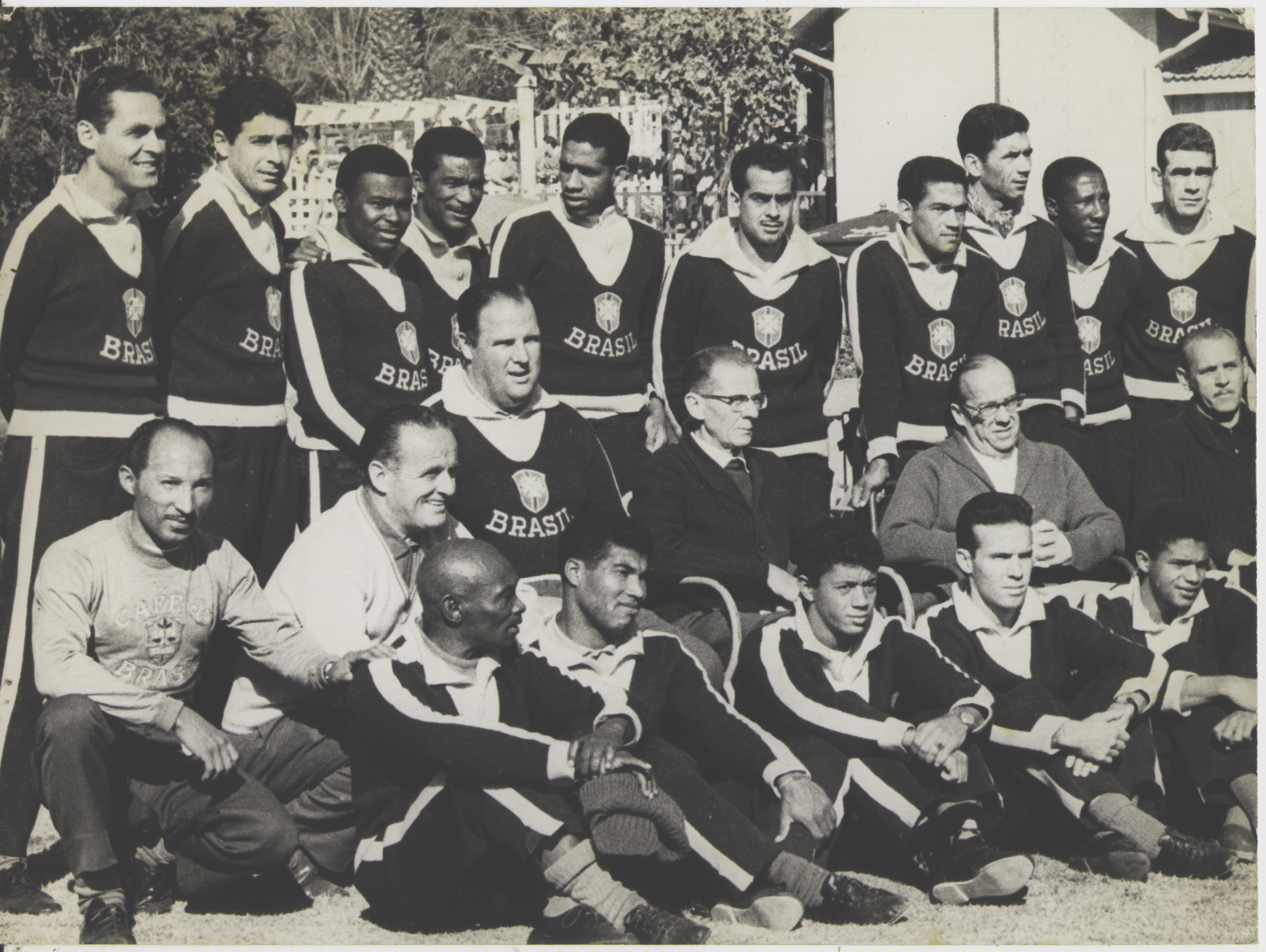
"Retrato da Seleção Brasileira de Futebol de 1962", de Werner Haberkorn.

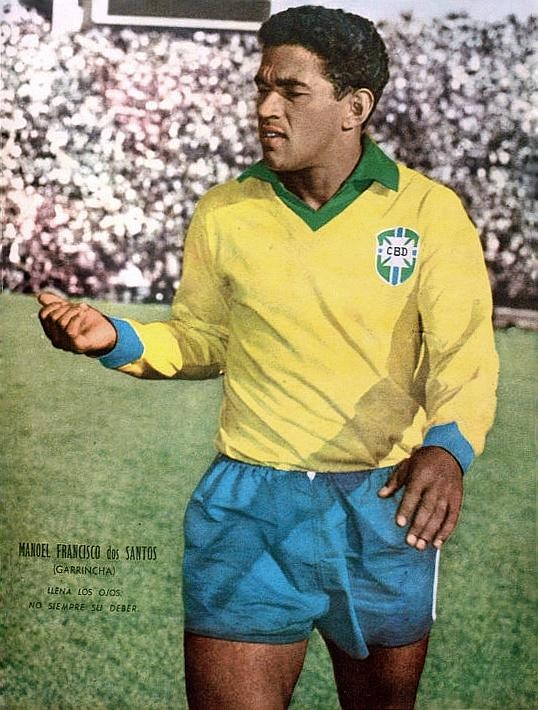
Garrincha

Vavá, único jogador da história que fez gols em duas finais de Copa do Mundo seguidas.

Na Copa do Mundo de 1962, o Brasil conseguiu seu segundo título com Garrincha e Vavá como as grandes estrelas. Garrincha fez gols de cabeça e também de perna esquerda e ainda jogou com febre a final, especialmente após Pelé ter se machucado no segundo jogo e estar impossibilitado de jogar pelo resto da Copa do Mundo.
Na estreia, o Brasil bateu o México por 2 a 0 com grande gol de Pelé em que driblou toda a defesa mexicana antes de tocar na saída de Carbajal. No segundo jogo, contra a Tchecoslováquia, Pelé sofreu contusão e não voltaria a atuar nesta Copa. Amarildo teve a dificílima missão de substituir o rei e foi bem sucedido. O Brasil empatou com a Tchecoslováquia em 0 a 0, derrotou a Espanha em jogo dramático e de virada, 2 a 1.
O Brasil só decolou realmente a partir das quartas de final, quando Garrincha chamou para si a responsabilidade e dizimou o English Team: 3 a 1. Nas semifinais o Brasil venceu o Chile dono da casa por 4 a 2 no Estádio Nacional lotado. Brasil e Tchecoslováquia novamente se encontrariam na final. Masopust abriu o placar. O Brasil empatou com Amarildo. Zito virou e Vavá marcou o terceiro. Com o placar em 3 a 1 o Brasil se sagraria bicampeão mundial de futebol.

### 1966: O fracasso
Na Copa do Mundo de 1966, a preparação do time foi afetada por influências políticas. Todos os grandes clubes do futebol brasileiro queriam seus jogadores incluídos na equipe brasileira, para lhes dar mais exposição. Nos meses finais da preparação, o treinador Vicente Feola estava trabalhando com 46 jogadores, na qual apenas 22 iriam para a Inglaterra; isso causou muitas disputas internas e pressão psicológica.
O resultado foi que, em 1966, o Brasil teve uma das piores performances em todas as Copas do Mundo, ficando na 1ª fase, vencendo Bulgária (2 x 0) e sendo derrotado para Hungria e Portugal (3 x 1, em ambos os casos). Além disso, a derrota para a Hungria representou a única derrota de Garrincha com a camisa da seleção. A participação brasileira nesta Copa foi também marcada pelas jogadas violentas contra Pelé, que acabou se machucando - com "destaque" para as duas entradas violentíssimas do português Morais, que lesionou Pelé, mas não foi expulso nem advertido pelo árbitro inglês, George McCabe.
Logo após a eliminação brasileira perante Portugal, por 3 x 1, o então presidente da CBD João Havelange acusou os árbitros ingleses de deliberadamente prejudicarem o Brasil, por não terem coibido a violência dos adversários do Brasil, ressaltando que entre os 9 árbitros (3 árbitros e 6 auxiliares/"bandeirinhas") dos jogos do Brasil, 7 eram britânicos, adicionando também que o Brasil teve nada menos que 5 jogadores contundidos em apenas 3 partidas. Mesmo na partida do Brasil que terminou com vitória brasileira, o Brasil 2 X 0 Bulgária, houve reclamações da Delegação Brasileira, quanto à violência dos adversários, não coibida pelo árbitro da partida, o alemão-ocidental Kurt Tschenscher. Na verdade, Havelange já fazia essas denúncias ainda antes da eliminação do Brasil; já após a vitória brasileira sobre a Bulgária, o primeiro jogo do Brasil na Copa, Havelange denunciou pela primeira vez o que considerou "recursos mesquinhos" de uma "trama inglesa". Em uma entrevista ao jornal Folha de S.Paulo 42 anos depois, em 26 de junho de 2008, Havelange reafirmou suas acusações, dizendo que a Copa de 1966 foi desde o início "armada" pelo então presidente da FIFA Stanley Rous (inglês) para ser vencida pela Inglaterra. Na segunda fase da Copa, a polêmica arbitragem na partida em que a Alemanha Ocidental eliminou o Uruguai, partida apitada por um árbitro inglês, e a também polêmica arbitragem na partida em que a Inglaterra eliminou a Argentina, partida apitada por um árbitro alemão-ocidental, levaram ao surgimento da hipótese de que a Copa de 1966 teria sido "armada" para prejudicar os sul-americanos e beneficiar os europeus (em particular a Inglaterra), teoria que tem como defensores João Havelange, o jornalista Armando Nogueira e o treinador e ex-jogador uruguaio Óscar Tabárez. A imprensa, já na época, registrou a forma como a Inglaterra parecia mesmo estar sendo ajudada na Copa: após a partida entre Inglaterra e Argentina, Armando Nogueira chamou a arbitragem daquela partida de escandalosa, afirmou que o objetivo da FIFA era eliminar Argentina, Uruguai e Brasil da Copa e que Eusébio (destaque de Portugal, que seria o próximo adversário da Inglaterra) que "se cuidasse para não sofrer o diabo"; após a vitória de 2 X 1 da Inglaterra sobre Portugal nas semifinais da Copa, o Jornal do Brasil registrou que aquela havia sido a única partida da Inglaterra naquela Copa em que o árbitro foi integralmente imparcial.
Porém, não se pode afirmar categoricamente que, se não fosse pela pusilanimidade dos árbitros, o Brasil teria sido campeão. No momento em que o português Morais tirou Pelé de campo com duas entradas violentas seguidas (aos 31 minutos do primeiro tempo), o jogo já estava 2 x 0 a favor de Portugal, e o Brasil precisava fazer nada menos que 5 gols, pois precisava vencer Portugal por 3 gols de diferença para garantir a classificação. Não se pode duvidar da capacidade de reação de uma seleção brasileira, mas não se pode negar que uma virada de 0 x 2 para 5 x 2 é uma tarefa difícil e na maior parte dos casos improvável, mesmo se Pelé tivesse disputado a partida em boas condições.
A necessidade de vencer Portugal por 3 gols de diferença era porque, se o Brasil vencesse Portugal por placar simples ou empatasse, a Bulgária ficaria matematicamente eliminada, e no dia seguinte a Bulgária enfrentaria a Hungria. Nesta situação, a Bulgária entraria em campo já eliminada e a Hungria já entraria em campo sabendo de quantos gols precisaria ganhar para se classificar. Considerando isso, e considerando que a Bulgária e Hungria eram "companheiras" de ideologia comunista, a Comissão Técnica brasileira cogitou que, nestas circunstâncias, a Bulgária poderia "entregar" o jogo para a Hungria, levando à classificação de Portugal e Hungria e à desclassificação do Brasil. Para a classificação do Brasil não depender do resultado de Hungria X Bulgária, seria necessário vencer Portugal por 3 gols de diferença. A mesma sensação foi compartilhada pelos portugueses. Antes do jogo entre Portugal e Brasil, o brasileiro Otto Glória, então treinador de Portugal, disse em entrevista que Mário Coluna, capitão da seleção de Portugal, havia lhe dito que preferia que o Brasil tivesse vencido a Hungria, para que Brasil e Portugal não tivessem que decidir uma vaga na última rodada; mas que, como o Brasil acabou perdendo para a Hungria, Coluna achava que só restaria a Portugal ter que vencer o Brasil de qualquer jeito, pois Coluna dava como certa uma vitória húngara sobre a Bulgária.
As as alegações de João Havelange dão a sensação de "armação" para prejudicar o Brasil e impedir a hegemonia absoluta do Brasil no futebol. As arbitragens dos jogos do Brasil na Copa de 1966 estão de acordo ao teor das denúncias feitas por João Havelange, e em outras circunstâncias os resultados desta Copa poderiam ter sido mais favoráveis ao Brasil. Porém, não se pode afirmar que, se não fosse pela arbitragem, o Brasil teria sido campeão, e não se pode tirar o mérito da campeã Inglaterra. Na semifinal da Copa de 1966, a seleção inglesa (cujos jogadores nada tinham a ver com a arbitragem de George McCabe no jogo Brasil X Portugal) derrotou Portugal (a seleção que eliminou o Brasil) de forma justa, sem "auxílio" da arbitragem.
E apesar da polêmica envolvendo o terceiro gol inglês na final daquela Copa, a imprensa da época registrou que a Inglaterra foi melhor que a Alemanha Ocidental na final e mereceu a vitória.
Curiosidade negativa: essa foi a segunda vez que a seleção então campeã não conseguiu passar da primeira fase da Copa. A primeira foi em 1950, quando a Itália não conseguiu passar da primeira fase da Copa- porém, a Copa anterior à de 1950 havia sido em 1938, doze anos antes de 1950. Desconsiderando essa exceção no calendário normal das Copas, e considerando apenas o calendário normal (ou seja, de quatro em quatro anos), a eliminação brasileira em 1966 foi a primeira vez em que a seleção então campeã (campeã da Copa anterior) não passou da primeira fase. Isso ocorreria novamente em 2002 com a França, em 2010 com a Itália, em 2014 com a Espanha e em 2018 com a Alemanha.

### 1970: O tricampeonato

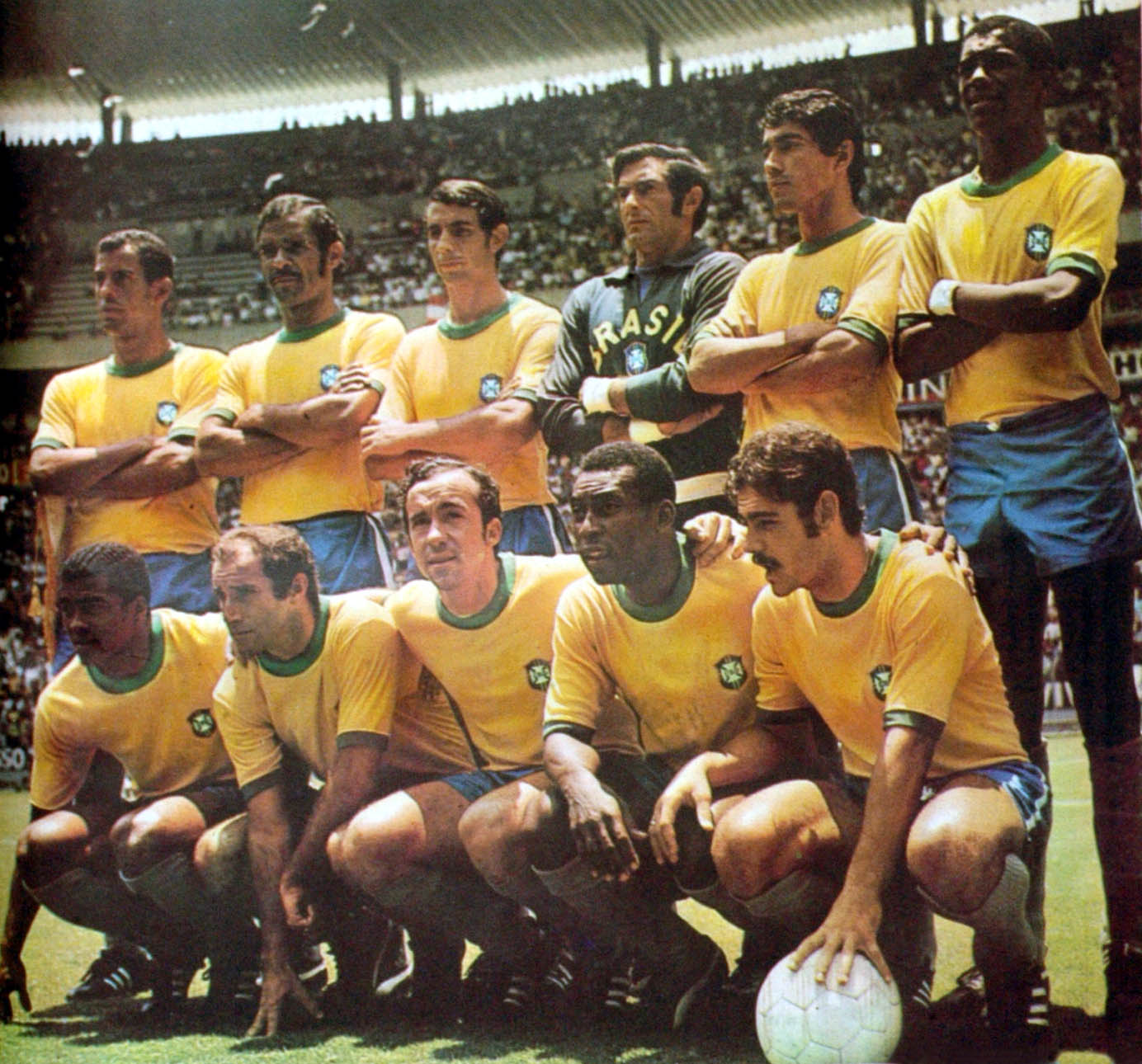
A Seleção tricampeã. Em pé, da esquerda para a direita: Carlos Alberto, Brito, Piazza, Félix, Clodoaldo e Everaldo; agachados: Jairzinho, Gérson, Tostão, Pelé e Rivellino.

Após o fracasso na Copa do Mundo de 1966, a Seleção brasileira voltou a participar de eliminatórias para o torneio de 1970. Disputou uma das três vagas do continente sul-americano contra as Seleções da Colômbia, Venezuela e Paraguai que completavam o grupo B da América do Sul. A participação do Brasil foi irretocável, sob o comando do treinador João Saldanha, venceu todos os adversários em ambas as partidas (jogos de ida e volta), marcando 23 gols e sofrendo apenas dois.
A base da seleção era formada por jogadores do Botafogo, Cruzeiro e do Santos. Utilizando o esquema 4-2-4, o time principal tinha a seguinte formação: Goleiro - Félix, laterais - Carlos Alberto e Rildo, zagueiros - Djalma Dias e Joel, médio-volante - Piazza, meia-armador - Gerson, ponteiros - Jairzinho e Edu e completando o ataque - Pelé e Tostão.
No entanto, apesar do sucesso da seleção, ocorreram vários incidentes que levaram a substituição do treinador João Saldanha por Zagallo, faltando apenas alguns meses para o início da Copa. Zagalo, que já havia dirigido a seleção antes de João Saldanha, adotou algumas posições polêmicas, entre elas a separação da dupla de ataque Pelé e Tostão, chegando a deixar Pelé no banco de reservas durante um amistoso contra a Bulgária.
Antes da Copa do Mundo de 1970, houve um amistoso no dia de 3 de setembro de 1969 contra o Atlético Mineiro e a futura seleção campeã de 1970 fora derrotada por 2-1. Depois do ocorrido, foram proibidos jogos amistosos de equipes brasileiras com a seleção.
O Brasil ganhou sua terceira Copa do Mundo no México em 1970. Naquela ocasião, colocou em campo o que foi considerado, segundo uma pesquisa global com especialistas, realizada pela revista inglesa World Soccer, a melhor equipe de futebol de todos os tempos com Pelé, em sua última edição de Copa do Mundo, Carlos Alberto Torres, Jairzinho, Tostão, Gérson, Piazza, Clodoaldo e Rivelino.
Foi uma campanha irretocável do Brasil. Na primeira fase, o Brasil derrotou a bi-vice campeã mundial Tchecoslováquia, a então campeã Inglaterra e a Romênia. Nas quartas de final, eliminou por 4 x 2 o Peru, treinado pelo brasileiro Didi. Nas semifinais, o prelúdio de um possível tricampeonato: os então bicampeões mundiais Brasil e Uruguai se enfrentaram, com vitória brasileira por 3 x 1, com a vitória sendo saudada pelo público brasileiro como o "troco" pelo Maracanaço - e acabou sendo o "troco" definitivo mesmo, pois Brasil e Uruguai jamais voltaram a se enfrentar em Copas do Mundo.  Brasil e Itália, então bicampeões mundiais, duelaram na final, no estádio Azteca, no México, disputando o título de Primeira Seleção Tricampeã Mundial, que conquistaria em definitivo a Taça Jules Rimet. O Brasil venceu por 4 x 1.
Como venceu todos os 6 jogos disputados na Copa do Mundo, e também todos os jogos disputados nas eliminatórias, esta foi a primeira - e permanece sendo a única - vez que uma equipe sagrou-se campeã mundial vencendo todos os jogos da eliminatória e da própria Copa do Mundo.[carece de fontes?]
Após ganhar a Copa do Mundo FIFA pela terceira vez, o Brasil teve o direito de ficar definitivamente com Taça Jules Rimet. Porém ela foi roubada e derretida anos mais tarde. Uma réplica foi aceita em 19 de janeiro de 1984, confeccionada a partir de seus moldes originais, mantendo totalmente suas características.

## Longo jejum de títulos em torneios mundiais e continentais

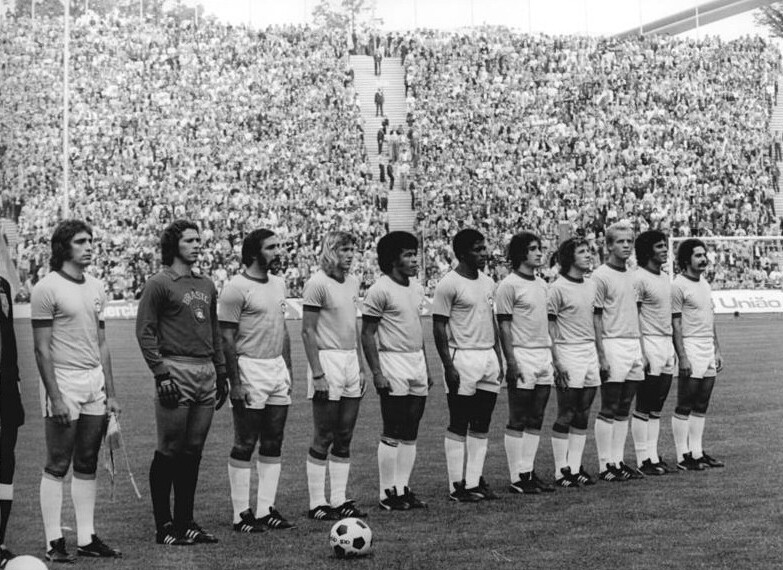
Seleção Brasileira na partida de disputa pelo terceiro lugar em 1974

Depois da conquista em 1970, a seleção chegou a passar 24 anos sem conquistar uma Copa do Mundo e 19 anos sem conquistar uma Copa América.

### 1974: Eliminação para ocarrossel holandês
Na Copa da Alemanha, o Brasil defendia o título, mas não contava com Pelé, Gérson, Carlos Alberto Torres, Tostão e Clodoaldo. Da equipe tricampeã de 1970, os grandes nomes remanescentes eram os de Rivelino e Jairzinho. Somado a estes dois, Zagallo tinha na lista de convocados outros grandes nomes do futebol brasileiro da época, como Leão, Luís Pereira, Marinho Chagas, Leivinha e Ademir da Guia. A despeito de possuir um elenco de qualidade, o time suou na primeira fase para empatar contra a Iugoslávia e Escócia e ganhar do Zaire por 3 a 0.

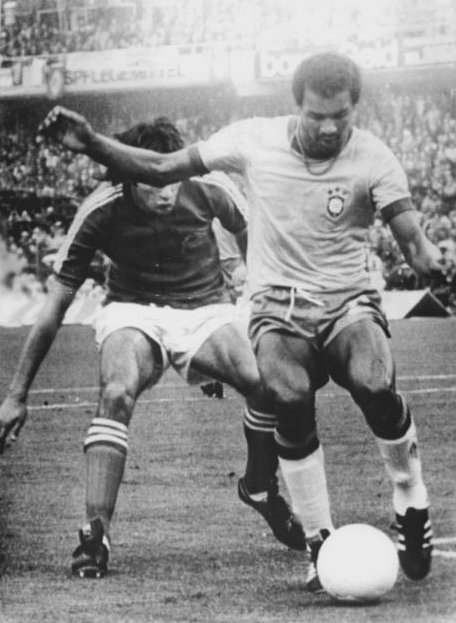
Luís Pereira em disputa de bola no jogo contra a Iugoslávia em 1974

Na segunda fase, o Brasil ganhou da Alemanha Oriental, por 1 a 0, e da Argentina, por 2 a 1. A Holanda ,que apresentou ao mundo o estilo de jogo conhecido como carrossel holandês, goleou a Argentina por 4 a 0 e venceu a Alemanha Oriental por 2 a 0. Pelo melhor saldo de gols, os holandeses jogariam pelo empate na rodada final contra o Brasil. Em um jogo tenso, e por muitas vezes violento, a Holanda levou a melhor, vencendo por 2 a 0 na partida que decidiu o finalista de seu grupo. Na disputa pelo terceiro lugar, no único jogo que contou com Ademir da Guia em campo, o Brasil ainda foi derrotado pela Polônia por 1 a 0.
A despeito do reconhecimento generalizado à grande qualidade da seleção holandesa, mais uma vez a eliminação do Brasil não escapou de polêmicas: a partida entre Brasil e Holanda, que selou a eliminação brasileira, foi marcada pela violência de ambas as partes. Logo após a partida, Zagallo acusou o árbitro, o alemão-ocidental Kurt Tschenscher, de ter coibido apenas a violência brasileira, mas não a holandesa. Em uma entrevista ao jornal Folha de S.Paulo em 2008, João Havelange acusou o árbitro de deliberadamente prejudicar o Brasil, como "retaliação" de Stanley Rous à vitória de Havelange na eleição para a presidência da FIFA em 1974: "Em 74, fui eleito [Fifa]. Era demais ser eleito e ganhar a Copa, cortaram-me todo o capim embaixo dos pés ...; Ele chegou ao estádio para ver Brasil x Holanda, e o Stanley Rous me botou o [árbitro Kurt] Tschenscher, da Alemanha, que já tinha 50 anos e apitou o último jogo da carreira. E me jogou para córner."  Este mesmo árbitro (Kurt Tschenscher) apitou o Brasil 2 X 0 Bulgária, da Copa do Mundo de 1966, jogo após o qual ele foi acusado, pela Delegação Brasileira, de ter permitido extrema violência dos jogadores búlgaros contra os brasileiros, sobretudo contra Pelé. Além disso, antes da realização daquele Brasil X Holanda, já se sabia que o vencedor da partida enfrentaria a Alemanha Ocidental na final da Copa, o que foi outro fator de críticas à escalação de Tschenscher, um alemão ocidental, para apitar aquela partida. Marinho Chagas, lateral da seleção brasileira na Copa de 1974, também afirmou em entrevista que "descontaram na seleção brasileira a vitória de João Havelange na eleição de 1974 para a presidência da FIFA", que por isso o Brasil "já sabia que não ia ganhar a Copa do Mundo" e que o local da partida foi alterado de Essen para Dortmund porque esta cidade era mais próxima à fronteira entre Alemanha e Holanda, de modo que na partida houvesse mais torcedores holandeses.
No caso de 1974, assim como no caso de 1966, as alegações de João Havelange dão a sensação de "armação" para prejudicar o Brasil e impedir a hegemonia absoluta do Brasil no futebol. A arbitragem de Kurt Tschenscher naquela Brasil 0 X 2 Holanda de 1974 está de acordo ao teor da denúncia de Havelange, e em outras circunstâncias os resultados desta Copa poderiam ter sido mais favoráveis ao Brasil. Porém, não se pode afirmar que, se não fosse pela arbitragem de Tschenscher naquele jogo, o Brasil seria campeão, e não se pode tirar o mérito da campeã Alemanha. Na final da Copa de 1974, a seleção alemã (cujos jogadores nada tinham a ver com a arbitragem de Kurt Tschenscher no jogo Brasil X Holanda) derrotou a seleção holandesa (a que eliminou o Brasil) de forma justa, sem "auxílio" da arbitragem.

### 1978: A mais polêmica das eliminações
A Copa da Argentina é certamente a mais polêmica aos olhos do público brasileiro.
No primeiro jogo, o Brasil empatou com a Suécia por 1 x 1. Neste jogo, um lance incomum: no último lance do jogo, há um escanteio a favor do Brasil. A bola é centrada na área e Zico marca o gol. Mas o árbitro galês Clive Thomas anulou o gol, argumentando que encerrou o jogo com a bola no ar. Porém, o vídeo do lance mostra claramente que foi apenas após a bola entrar no gol que Clive Thomas sinalizou o fim da partida. O Brasil ainda empatou com a Espanha em 0 a 0. E só se classificou para a Segunda Fase da competição ao vencer a Áustria no terceiro jogo, 1 x 0, gol de Roberto Dinamite. Mesmo com a derrota, a Áustria, que vencera os dois primeiros jogos, ficou com a outra vaga. Se Clive Thomas não houvesse anulado o gol de Zico, o Brasil teria terminado a primeira fase da Copa como primeiro colocado do Grupo, e não teria caído no mesmo grupo da Argentina na segunda fase da Copa; teria caído no outro grupo, e muito possivelmente teria tido mais sorte na Copa. A atitude custou caro a Clive Thomas: aparentemente admitindo a justa reclamação por parte do Brasil(uma vez que a regra não permite que o tempo de jogo seja encerrado com a bola no ar, mas apenas após a conclusão do lance de ataque), a comissão de arbitragem da FIFA também não concordou com a postura do árbitro e ele foi afastado, não voltando a apitar nenhum jogo na Copa.
Na segunda fase da Copa, no grupo de Brasil e Argentina, ocorreu uma das maiores (senão a maior) polêmicas da história das Copas. Na primeira rodada, o Brasil venceu o Peru por 3 a 0 e a Argentina passou pela Polônia por 2 a 0. Na segunda rodada, a Polônia derrotou o Peru por 1 x 0 (acabando com as chances peruanas de título), e logo depois argentinos e brasileiros empataram por 0 x 0 (acabando com as chances peruanas de chegar à decisão de 3º lugar). Este empate seria fatal para o Brasil. Na última rodada, o Brasil venceu a Polônia por 3 a 1. Com este resultado, restava à Argentina vencer o Peru por 4 gols de diferença, para poder chegar à final da Copa. A Argentina acabou vencendo por 6 a 0. Uma curiosidade: o goleiro peruano, Ramón Quiroga, era argentino de nascimento, e falhou em vários gols. Ademais, o horário dos jogos foi modificado, e o jogo Argentina X Peru foi disputado após o jogo Brasil X Polônia, dando à equipe argentina a vantagem de saber, de antemão, por qual resultado precisaria ganhar para chegar à final da Copa. A partida Argentina 6 x 0 Peru de 1978 gerou "teorias da conspiração": de que os argentinos teriam "comprado" o jogo, ou que a ditadura argentina teria ameaçado os jogadores do Peru, etc.
Por outro lado, é bastante plausível que, dado que a Argentina entrou em campo contra o Peru já sabendo de antemão de que resultado ia precisar ganhar para chegar à final (4 X 0), tais "teorias da conspiração" iriam ocorrer de qualquer jeito, mesmo que a Argentina tivesse vencido por "apenas" 4 X 0  e não por 6 X 0. Assim, vale observar: se o Brasil (jogando em país neutro contra os peruanos) foi capaz de fazer 3 X 0 num Peru que naquele momento ainda tinha chances de ir à final da competição, será que a Argentina (jogando "em casa") não seria capaz de fazer 4 X 0 num Peru que naquela altura já não tinha chance de nada, nem de ir à final da competição nem à disputa de 3º lugar? Neste mesmo sentido, Ubaldo Fillol, o goleiro argentino, teria dito: "O Brasil não fez 3 a 0 em cima do Peru? Fez e teve chances de fazer mais. Acontece que nós dependíamos de quatro gols e aproveitamos todas as chances." Já Rivellino, que disputou aquela Copa pela seleção brasileira, afirmou: "Mas aquela Copa foi uma vergonha, foi programada para uma seleção ser campeã. Se a gente ganhasse de seis da Polônia, a Argentina ganharia de 10 do Peru."[carece de fontes?]
Ao Brasil, restou vencer a Itália na decisão de 3º lugar.
O treinador Cláudio Coutinho do Brasil, e o chefe da delegação brasileira, Carlos Alberto Cavalheiro, fizeram críticas duras à postura da seleção peruana no 6 X 0 contra a Argentina, e criticaram o fato do jogo Argentina X Peru ter sido realizado em horário posterior ao jogo Brasil X Polônia.
Curiosamente, na Copa do Mundo, em 1966 o planejamento da Comissão Técnica do Brasil, antes do jogo contra Portugal, foi baseado na hipótese de que a Bulgária poderia "entregar" sua partida contra  Hungria, na última Rodada da 1ª fase, beneficiando a Hungria e prejudicando o Brasil. Já na Copa de 1978, aparentemente a Comissão Técnica brasileira não cogitou a possibilidade de que o Peru poderia entregar seu jogo contra a Argentina.
A Copa do Mundo de 1978 foi a primeira organizada com João Havelange na presidência da FIFA. Ele afirmou acreditar que não houve nenhuma "armação" naquela Copa, preferindo culpar o próprio Brasil pelo seu insucesso, e ressaltando que, no jogo Peru X Argentina, o Peru acertou uma bola na trave no início do jogo, o que dificilmente configura uma postura de um time que queira "entregar" o jogo. Segundo Havelange: "Não tenho nada a ver, mas dias antes o Brasil jogou com o Peru. Fui ao vestiário e disse que precisava ganhar de muito para ter saldo de gols. Ficaram o tempo passando a bola: 3 a 0. E não se esqueça: o time do Peru estava na terceira Copa, todos tinham mais de 30 anos. Não faziam tecnicamente um jogo bonito, e eficiência física nenhuma. Quando o Brasil jogou com a Argentina, fui ao vestiário e disse que precisávamos ganhar o jogo para sermos campeões. Disseram-me que iam jogar pelo empate. Lembre-se de que o Rivellino não entrou em campo. Empatamos. O Peru jogou e, se o senhor vir o filme do jogo, com dez minutos botou uma na trave. Se entra, tinha ganho de 10 a 0. O time do Peru não tinha perna para jogar."

### 1982: Tragédia do Sarriá
Em 1982, na Copa da Espanha, com uma seleção comandada pelo treinador Telê Santana e que contava com jogadores como Zico, Sócrates, Falcão, Júnior, Eder, Toninho Cerezo e Luizinho, o Brasil era considerado como um dos favoritos do mundial. Confiante, a seleção estreou contra a União Soviética. Foi um jogo duro, com a defesa brasileira falhando muito e com gol anulado do lado soviético, além de um pênalti não marcado para a seleção europeia ao final do primeiro tempo. Os soviéticos fizeram 1 a 0 numa falha de Waldir Peres. No segundo tempo, o Brasil se reencontrou e Sócrates empatou, depois de driblar dois jogadores e soltar uma bomba no ângulo. Aos 43 minutos, Éder Aleixo disparou violento chute no ângulo de Rinat Dasayev: Brasil 2 a 1. Em seguida, a equipe de Telê venceu a Escócia, por 4 a 1, também de virada. Contra a Nova Zelândia, a seleção novamente venceu por goleada, 4 a 0.
Na segunda fase, o Brasil enfrentaria Argentina e Itália. Primeiro, na grande apresentação da Copa, o Brasil bateu a rival e então campeã Argentina por 3 a 1, num jogo em que a imagem de Júnior sambando à beira do campo após marcar o terceiro gol brasileiro ajudou a forjar a imagem do poderio e da alegria do time brasileiro. Na vitória, que decretou a eliminação argentina, Diego Maradona foi expulso, depois de acertar o volante brasileiro Batista com um chute no estômago.

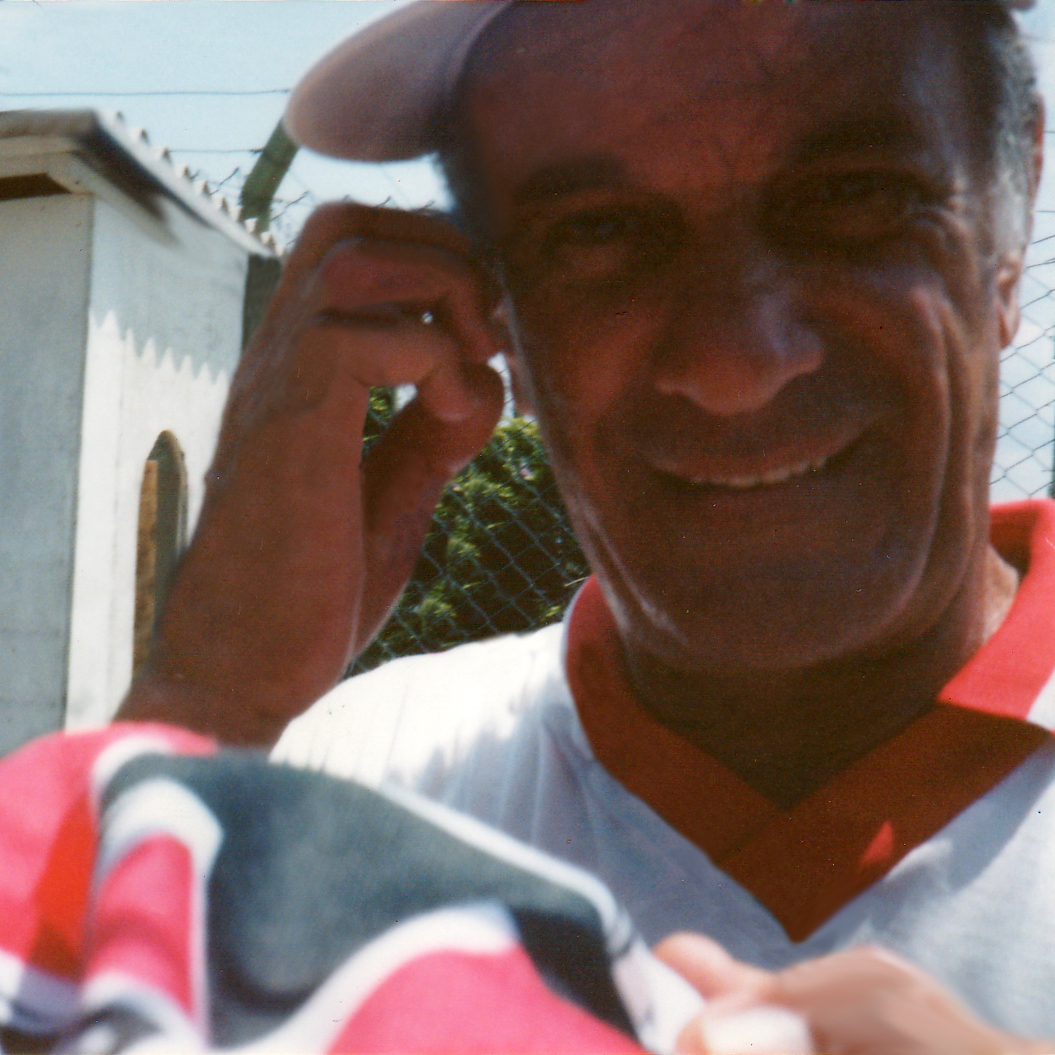
Telê Santana

No segundo jogo da fase, Brasil e Itália se enfrentaram. Como a Argentina tinha perdido por 2 x 1 para a Itália, e por 3 x 1 para o Brasil, a seleção brasileira tinha a vantagem do empate para ficar em primeiro no grupo. Os brasileiros acreditavam em uma vitória tranquila, pois a Itália só havia vencido um jogo na copa, enquanto o Brasil era o único com aproveitamento de 100%. Aos 5 minutos, um cruzamento da esquerda do ataque e cabeceio de Paolo Rossi, com a defesa brasileira parada assistindo a cabeçada do italiano. Na sequência, Zico se livrou de Claudio Gentile e tocou para Sócrates, que invadiu a área e chutou forte, empatando o confronto. Com marcação forte, a Itália forçava o erro do Brasil. Num toque errado de Toninho Cerezo, Paolo Rossi tomou a bola e chutou forte, marcando os 2 a 1. No segundo tempo, a seleção brasileira colocou a qualidade em campo. Júnior tocou a bola para Falcão, na entrada da área, Cerezo fez uma ultrapassagem que iludiu a defesa azul, que o acompanhava, e Falcão chutou para empatar: 2 x 2.
O lance fatal para o Brasil viria logo em seguida. Após escanteio, a bola sobrou na entrada da área, um chute é desferido e a bola achou novamente o carrasco Paolo Rossi, que desviou sua trajetória e enganou o goleiro Valdir Peres: 3 a 2. A seleção brasileira ainda teve uma última chance, mas o veterano goleiro Dino Zoff impediu um novo empate, ao fazer uma grande defesa após uma cabeçada certeira de Oscar. Após a eliminação para a Itália, que se sagraria campeã na sequência da Copa, o jogo ficou conhecido no Brasil como a tragédia do Sarriá, provocando comoção nacional.
Após aquele jogo, parte da imprensa brasileira (notadamente as Organizações Globo, jornal e TV) têm defendido a visão de que aquela seleção estava entre as melhores da história do Brasil, que aquela seleção teria "encantado o mundo", e que a eliminação para a Itália teria sido um "acidente", uma "uma tragédia" (daí o nome "tragédia do Sarriá"). Outra corrente prefere dar crédito à qualidade da seleção italiana, defendendo a ideia de que a Itália simplesmente era melhor.
Um lance da "Tragédia do Sarriá" que seria frequentemente lembrado e lamentado pela imprensa brasileira, seria o pênalti cometido por  Claudio Gentile em Zico (Gentile rasgou a camisa de Zico com um puxão), não marcado pelo árbitro israelense Abraham Klein, sob o argumento de que Zico se encontrava em impedimento no momento do puxão. Porém, não apenas os brasileiros, mas também os italianos, reclamaram de erros de arbitragem naquela partida: em entrevista em 2010, o ex-goleiro italiano Dino Zoff, que participou daquela partida, foi perguntado sobre o  pênalti em Zico, e como resposta, preferiu lembrar do gol legítimo e mal-anulado de Antognoni, gol em posição legal que foi anulado como se estivesse em impedimento, e que teria sido o quarto gol da Itália na partida. Anos depois, o árbitro da partida, Abraham Klein, deu uma entrevista admitindo que prejudicou o Brasil ao não assinalar o pênalti em Zico, mas lembrou também que anulou incorretamente o quarto gol legítimo da Itália. A seleção francesa também teve o seu "Sarriá", ao perder nos pênaltis a semifinal para a Alemanha depois de estar ganhando de 3 x 1 até a metade do segundo tempo da prorrogação.

### 1986: Eliminação nos pênaltis para a França

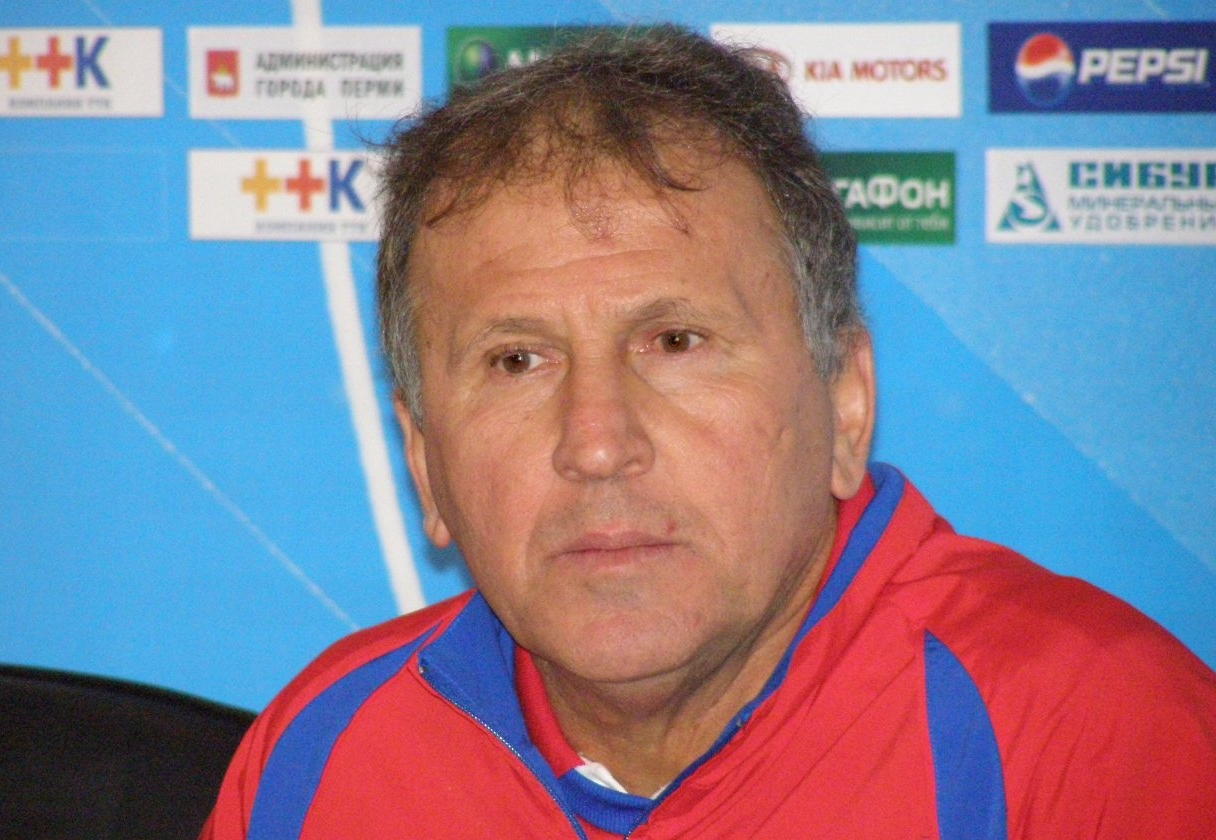
Zico

Em 1986, o Brasil voltou a ser comandado por Telê Santana, com o time muito modificado em relação ao de 1982. Zico, voltando de grave contusão, pouco jogou na competição disputada no México. Júnior foi deslocado para compor o meio campo com Sócrates. Nomes como Éder, Toninho Cerezo e Leandro não foram ao Mundial. O Brasil venceu a Espanha na estreia por 1 a 0. Depois, manteve os 100% de aproveitamento na primeira fase, ao vencer por 1 a 0 a Argélia e por 3 a 0 a Irlanda do Norte. Um destaque da seleção foi o menos badalado Josimar, lateral-direito que foi convocado às pressas para a Copa no lugar de Leandro, que desistiu no embarque em solidariedade a Renato Gaúcho, cortado do grupo que iria ao Mundial. Ele marcou dois lindos gols, um na vitória do Brasil contra a Irlanda do Norte e outro na goleada por 4 a 0 que a seleção impôs à Polônia, já nas oitavas de final.
Nas quartas de final, Brasil e França duelaram em Guadalajara. No tempo normal, quando o jogo estava empate em 1 a 1, a seleção brasileira teve a chance da vitória, mas Zico cobrou mal um pênalti defendido pelo goleiro francês Joël Bats. Na disputa de penalidades, o Brasil viu Sócrates errar a cobrança máxima, além do zagueiro Júlio César. Final 4 a 3 a favor da França, que também viu o craque Michel Platini desperdiçar uma cobrança.

### 1989: Título na Copa América e o fim do jejum de 19 anos
Em 1989, apesar do jejum em mundiais, e sem Zico, o Brasil foi confiante nas jovens estrelas que estavam dispostas a trazer a Copa América depois de 40 anos. A seleção brasileira contava com Bebeto, que fazia sucesso no Vasco e Romário que já brilhava nos gramados holandeses pelo PSV, como dupla de ataque. O Brasil se enfrentou na fase final á campeã mundial -a Argentina de Diego Maradona e Caniggia-, e venceu 2 a 0 com golaços de Bebeto e Romário. Na seguinte rodada derrotou a Paraguai 3 a 0, para jogar finalmente na última rodada contra os duros uruguaios. Quem ganhasse o jogo seria o campeão continental. Ao final, os verde-amarelos jogaram melhor que Uruguai e venceram 1 a 0 com gol de Romário no segundo tempo, gol que deu o título ao Brasil.
Essa Copa América acabou com um jejum de 19 anos sem ganhar um título oficial da Seleção principal, o segundo do mais longo da história do Brasil, só detrás dos 27 anos sem logos entre 1922 e 1949.

### 1990: Eliminação perante a Argentina e a "água batizada"
A Copa de 90 foi disputada na Itália. O Brasil como cabeça de chave ficou num grupo ao lado de Suécia, Escócia e Costa Rica.
O Brasil venceu seus três jogos na primeira fase ficando em 1º colocado em seu grupo na 1ª fase. Nas oitavas o Brasil enfrentou a Argentina na maior rivalidade do futebol mundial. Mesmo criando mais chances, perdeu com gol de Claudio Caniggia e foi eliminado pela então campeã Argentina, numa partida em que o lateral-esquerdo Branco sentiu-se sonolento porque bebeu água "batizada" com sonífero, oferecida a ele pelos argentinos.

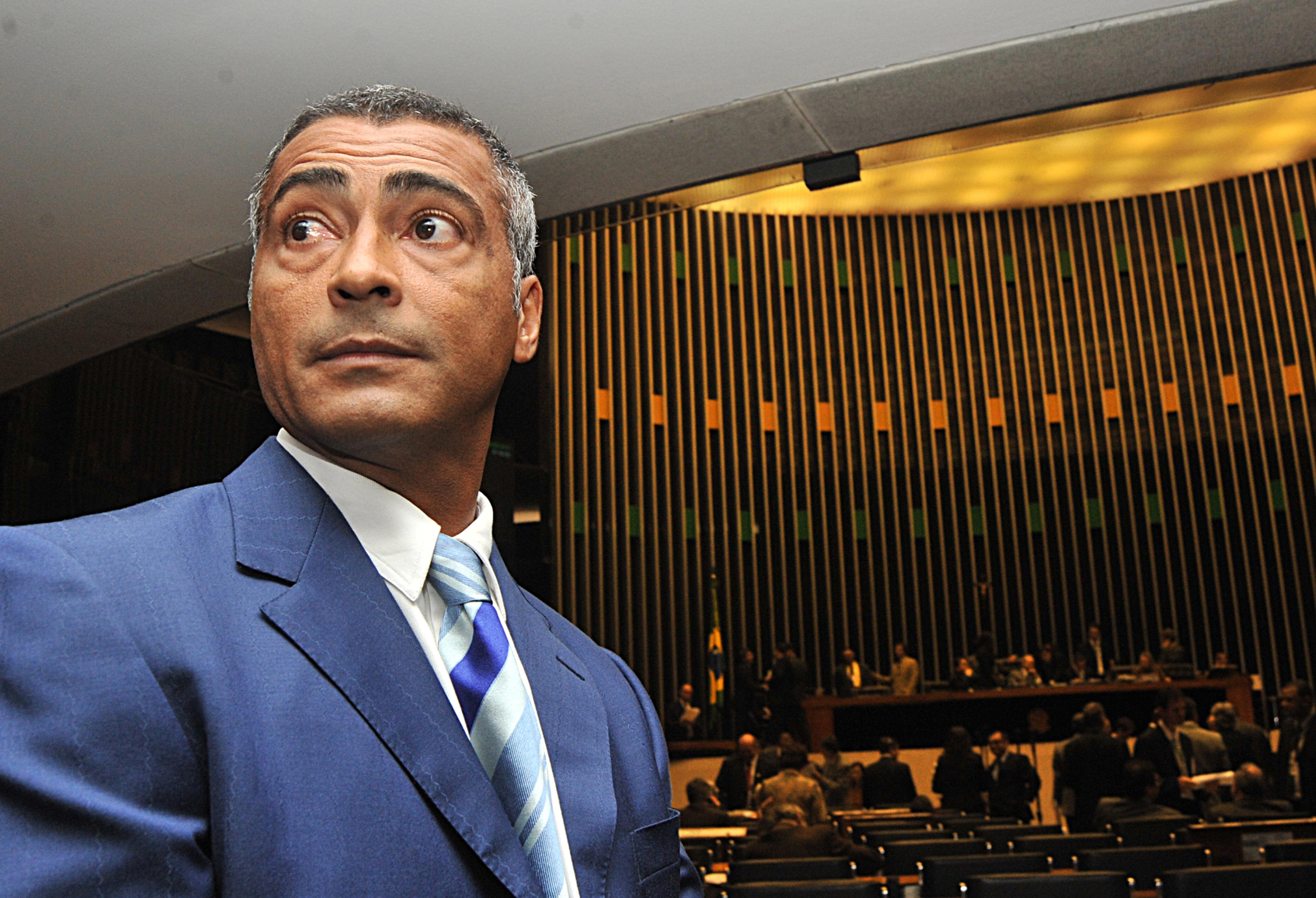
Romário

## 1994: Tetracampeonato
Em 1994, o Brasil não era tido como favorito. Um ano antes, nas eliminatórias, havia se classificado no sufoco, graças à ajuda de Romário, que foi até apelidado de São Romário. Já na Copa disputada nos Estados Unidos, o time de Carlos Alberto Parreira era considerado defensivo demais, o que contrariava o estilo do futebol brasileiro. No decorrer da competição, entretanto, o Brasil foi ultrapassando barreiras e se classificando para as fases seguintes. Foi o líder de seu grupo na primeira fase, depois de vencer Camarões e a Rússia e empatar com a Suécia. Nas oitavas de final da Copa, eliminou os Estados Unidos em pleno dia 4 de julho, dia da independência do país. Nas quartas de final, em jogo emocionante, eliminou a Holanda e, nas semifinais, voltou a encontrar com a Suécia, despachando o selecionado do país escandinavo. Na final, derrotou a Itália nos pênaltis, após um empate sem gols no tempo normal e na prorrogação. Passaria assim a ser a primeira seleção a conquistar quatro copas do mundo e a primeira a conquistar o título através da cobrança de penalidades máximas.  Assim como em 1970 Brasil e Itália fizeram a final em que surgiria a primeira seleção tricampeã mundial de futebol, em 1994 Brasil e Itália fizeram a final em que surgiria a primeira seleção tetracampeã mundial de futebol. Nos dois casos, com vitória do Brasil.

## 1998: A derrota para os donos da casa
Para a Copa do Mundo de 1998, Ronaldo surgia como a grande promessa da Seleção. Vivendo uma fase fantástica em seu clube, a Internazionale, da Itália, o jogador era o atual detentor do prêmio de Melhor jogador do mundo pela FIFA.
O Brasil passou pela primeira fase com duas vitórias e uma derrota contra a algoz Noruega, seleção que até hoje nunca foi derrotada pelos brasileiros. A derrota brasileira para a Noruega, por 2 x 1, foi a primeira derrota do Brasil em Primeira Fase de Copa do Mundo desde 1966. O segundo gol norueguês foi um pênalti, cometido por Júnior Baiano, puxando o norueguês Tore Flo pela camisa. Como Júnior Baiano negava ter feito o pênalti, e as imagens de TV do lance demoraram a ser disponibilizadas pela FIFA, houve questionamentos à arbitragem, que cessaram quando as imagens de TV foram disponibilizadas e comprovaram o pênalti.
Nas oitavas de final, uma convincente vitória por 4-1 sobre o Chile. Nas quartas, uma vitória mais complicada contra a Dinamarca: 3-2. Nas semifinais, mais uma partida dramática contra a Holanda: após o empate em 1-1 que persistiu até o final da prorrogação, os brasileiros conseguiram a classificação para a final apenas na disputa por pênaltis, graças as grandes defesas de Taffarel.
Classificada para a final da Copa do Mundo de 1998, a Seleção Brasileira teria pela frente os donos da casa, a França. Horas antes da decisão, uma polêmica envolvendo Ronaldo trouxe receio aos brasileiros: devido a uma misteriosa convulsão, diagnosticada desde como estresse até como ataque epilético, o jogador foi levado apenas 75 minutos antes da partida ao hospital. Vendo que seu principal jogador não tinha condições de jogo, Zagallo optou por escalar Edmundo em seu lugar, mas o próprio Ronaldo apareceu, a 40 minutos do início da partida, declarando-se apto. Com Ronaldo entre os titulares e tendo uma péssima atuação, o Brasil acabou derrotado por 3-0, numa partida magistral de Zinédine Zidane, que marcou dois gols, dando o primeiro título mundial aos anfitriões da Copa.

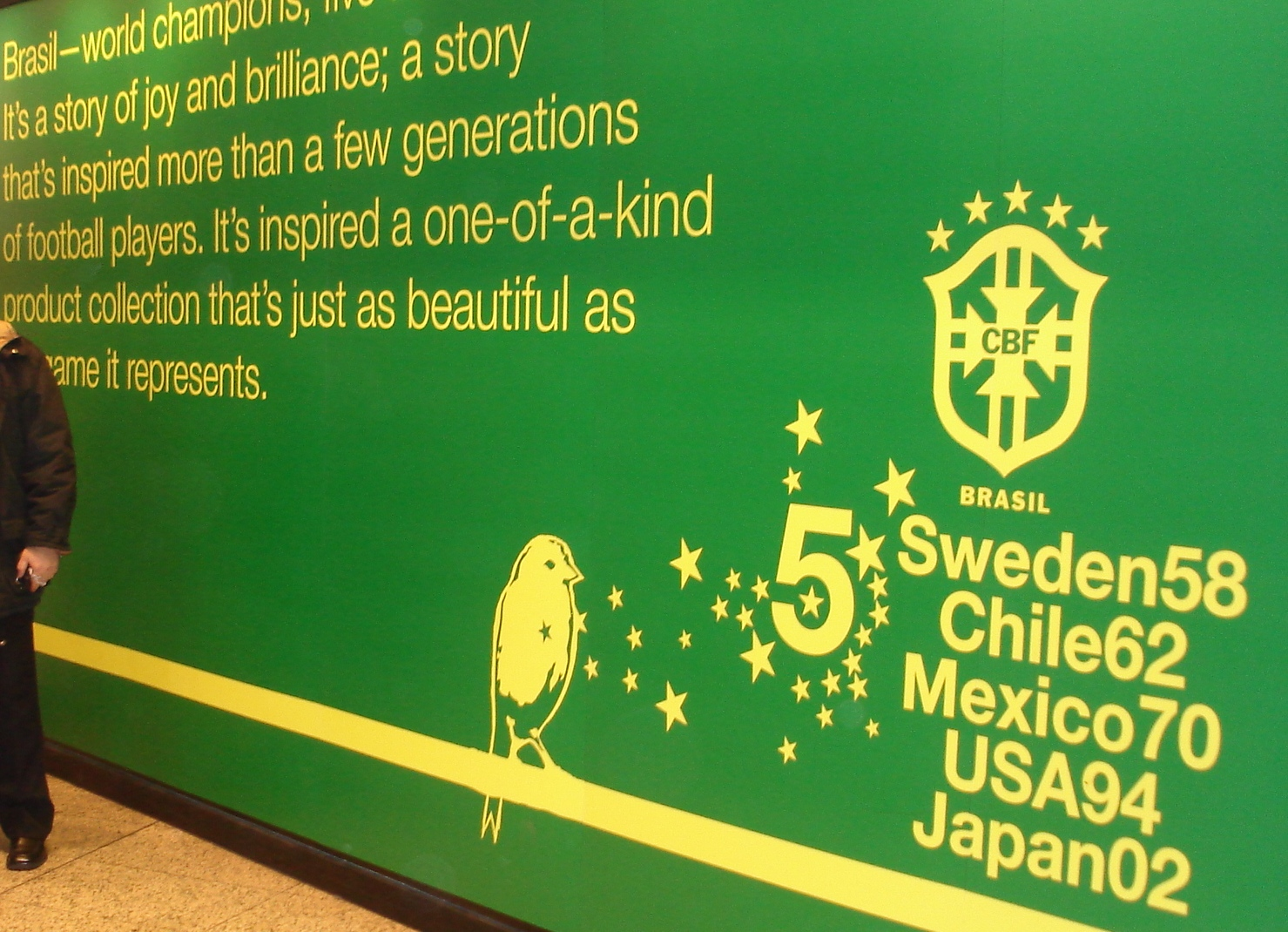
Painel do penta, loja da Nike, Londres.

A justificativa para a passageira escalação de Edmundo e posterior confirmação de que Ronaldo seria o titular, um suposto  "mal-estar" de Ronaldo cujas razões não foram devidamente explicadas (chegou-se a muito falar em convulsões, ataque epilético, crise nervosa, "acovardamento" de Ronaldo em disputar a final, envenenamento pelo cozinheiro francês, brigas entre os país do jogador impactando-o emocionalmente, e até que Ronaldo entrou em depressão por cogitar que era traído por sua então namorada Susana Werner com o jornalista Pedro Bial), aliado à atuação completamente apática da equipe perante a França, e os fatos de que Ronaldo posteriormente jamais explicou devidamente o que ocorreu, tudo isso gerou "teorias da conspiração" de que o Brasil teria "vendido" a final para a França. Em 1998, uma "corrente de e-mails" chegou a tornar-se muito difundida apregoando a ideia da "venda" da final de 1998. Comprovando a inveracidade da dita "corrente de e-mails", esta continuaria sendo enviada por anos, com o mesmo texto mas fazendo referência a diversas outras pessoas e competições.
A explicação mais direta e simples (não necessariamente verdadeira) sobre o que acometeu Ronaldo foi a dada pelo lateral-esquerdo Roberto Carlos: "ele amarelou mais do que a camisa".
Outra interpretação sobre o episódio prefere, simplesmente, dar crédito à qualidade da seleção francesa; seleção que, dois anos depois, em 2000, seria campeã da EuroCopa.
Independente de quaisquer "teorias da conspiração", a inegável atipicidade da situação que envolveu Ronaldo e a subsequente apatia da atuação brasileira contra a França fizeram daquele jogo a primeira partida de Copa do Mundo que foi discutida numa Comissão Parlamentar de Inquérito (CPI) no Brasil.
A Copa do Mundo de 1998 foi a sexta e última a ter sido vencida pelo país anfitrião, tendo sido precedida neste aspecto pelas Copas de 1930, 1934, 1966, 1974 e 1978. Sempre que é lembrada a história das Copas do Mundo, nas mais diversas publicações a respeito, sobre pelo menos 3 destas Copas (1934, 1966 e 1978) são sempre mencionadas possíveis "armações" em favor do país anfitrião, com o Brasil tendo sido supostamente um dos mais prejudicados em pelo menos 2 destas Copas (1966 e 1978). A Copa de 1998 veio ser a terceira na qual uma boa parte do público brasileiro passou a atribuir o insucesso da seleção a "armações" extra-campo.

## 2002: Pentacampeonato

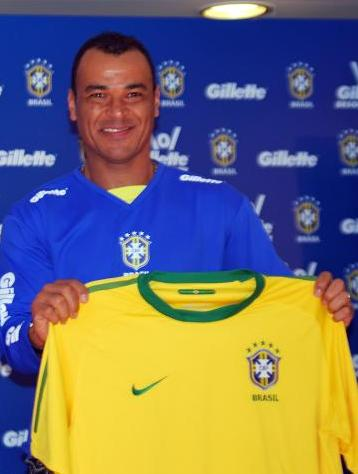
Cafu o capitão da seleção brasileira na Copa do Mundo 2002.

A Seleção Brasileira teve problemas para se classificar para a Copa do Mundo de 2002. O primeiro deles foram as constantes trocas de treinadores (Vanderlei Luxemburgo, Candinho, Emerson Leão e Luiz Felipe Scolari). O pouco tempo para treinos atrapalhou a campanha. Outra vez a Seleção não era vista como favorita, mas acabou surpreendendo bastante.
Na Copa do Mundo de 2002, Ronaldo foi novamente convocado, apesar das dúvidas se realmente tinha condições de jogar, pois estava parado há praticamente dois anos, por problemas de contusão. Porém, na Copa, teve grandes atuações. O Brasil, que eliminou as seleções da Bélgica, Inglaterra, Turquia e Alemanha, esta última na final, acabou tendo Ronaldo como o artilheiro, com oito gols, sendo assim um dos grandes nomes da conquista juntamente com Rivaldo, tendo assim conquistado o quinto título para a seleção brasileira, vencendo todas as partidas do mundial de 2002 e mantendo sua hegemonia: em 1970, o Brasil se tornara a primeira seleção tricampeã mundial, em 1994 se tornara a primeira tetracampeã, e em 2002, a primeira pentacampeã.

## 2006–10: Em busca do Hexa
Com o bom desempenho nas Eliminatórias da Copa do Mundo de 2006, o Brasil continuou sendo o único país a se classificar para todos os mundiais.
Em 2006, a Seleção Brasileira iniciou a competição como a incontestavelmente grande favorita, devido a ter participado das últimas três finais de Copa (1994, 1998 e 2002), com dois títulos (1994 e 2002). Ademais, a seleção de 2006 contava com dois jogadores que já haviam sido eleitos o melhor do mundo pela FIFA: Ronaldo e Ronaldinho Gaúcho, sendo a única seleção daquela Copa que contava com dois jogadores já agraciados com o prêmio (Portugal contava com um, Luís Figo; e a França com um, Zidane). O Brasil ainda contava com um jogador que havia ficado na 2º colocação na eleição para o prêmio de melhor do mundo, Roberto Carlos, totalizando 3 jogadores contando os já eleitos melhor e segundo-melhor jogadores do mundo (a França contava com 2, Zidane e Thierry Henry, e a Inglaterra com 2, Beckham e Lampard). Tanto pelos resultados das 3 Copas passadas quanto pelos craques, o time brasileiro era considerado como sendo, sem sombra de dúvida, o melhor, pelo menos "no papel", e favorito indiscutível ao título.
Porém, ou talvez até em função do otimismo exagerado, a seleção não inspirava confiança a todos: havia "farras" na concentração e jogadores apresentando-se bastante acima do peso ideal. O Brasil passou da primeira fase, vencendo os 3 adversários que enfrentou (Croácia, Austrália e Japão), derrotou Gana por 3 a 0 nas oitavas de final, e foi eliminado nas quartas de final pela França, por 1 a 0, com gol de Thierry Henry. Tamanho era o clima de "já-ganhou" e a falta de comprometimento de alguns jogadores durante a Copa de 2006, que o próprio treinador Carlos Alberto Parreira acusou os jogadores explicitamente em uma entrevista: "Não posso fazer nada se jogadores são irresponsáveis a ponto de chegar para uma Copa do Mundo pesando 100, 101 quilos. Isso não tem cabimento. Na Alemanha eu tive nas mãos um time sem comprometimento, sem ambição, jogadores enriquecidos, não se preocupando de verdade com a competição. Atletas que não perceberam ou que esqueceram o que significa ganhar a Copa. Um time de barriga cheia. Cansado de conquistas. Se a legislação da Fifa permitisse, eu teria até tirado alguns deles do grupo... Não quero falar nomes. Todos sabem muito bem quem estava acima do peso. E o que essas pessoas fizeram para a seleção brasileira no mundial. O ser humano precisa sempre de desafio. Ter o bolso cheio, falta de vontade de conquistar é fatal. Principalmente no futebol. Não foi só o Brasil que ficou decepcionado com algumas pessoas, eu também." Durante a entrevista, o entrevistador cita "farra. Com torcida, mulatas, escolas de samba nas arquibancadas", "aquela arquibancada lotada, mulher invadindo o campo para abraçar o Ronaldinho Gaúcho", entre outros fatos ocorridos na concentração da seleção brasileira, fatos que foram confirmados por Parreira na entrevista.
Depois do fracasso do Brasil na Copa do Mundo de 2006, Parreira foi demitido, e Dunga foi anunciado como o novo treinador, numa tentativa da CBF de dar uma resposta às pesadas críticas por parte da torcida e da imprensa. Esta troca se deu em função da imagem de luta, garra e disciplina que Dunga, enquanto jogador, sempre demonstrou, contrapondo-se à imagem de falta de comando e profissionalismo, que foi criada por seu antecessor na campanha fracassada de 2006.
Desde que assumiu a Seleção, a palavra de ordem do treinador Dunga foi renovação. Diante disto, foram afastados da equipe brasileira jogadores veteranos como Cafu, Roberto Carlos, Ronaldo e Emerson, jogadores que, ao lado do treinador Carlos Alberto Parreira, foram responsabilizados, pelo grande público, pelo fracasso brasileiro no mundial da Alemanha.
Dunga, que viveu sua primeira experiência como treinador de futebol, chamou seu amigo e ex-companheiro na vitoriosa campanha da Copa do Mundo de 1994, Jorginho para o cargo de auxiliar técnico, cargo este que era ocupado por Zagallo.
O ex-jogador nunca trabalhara na função, o que surpreendeu os torcedores e a imprensa, que esperavam a designação de nomes já reconhecidos na função. Dunga estreou na seleção no amistoso contra a Noruega, no dia 16 de agosto, em Oslo. O jogo acabou em 1-1. Até a Copa América de 2007, a seleção passou por altos e baixos, tendo, entre outros resultados, vencido a Argentina por 3-0 e perdido para Portugal por 2-0. Na disputa do torneio continental, começou perdendo para o México, fazendo com que a desconfiança da torcida brasileira aumentasse. Mas no decorrer da competição, se sagrou campeão mais uma vez vencendo a Argentina por 3-0 na final.

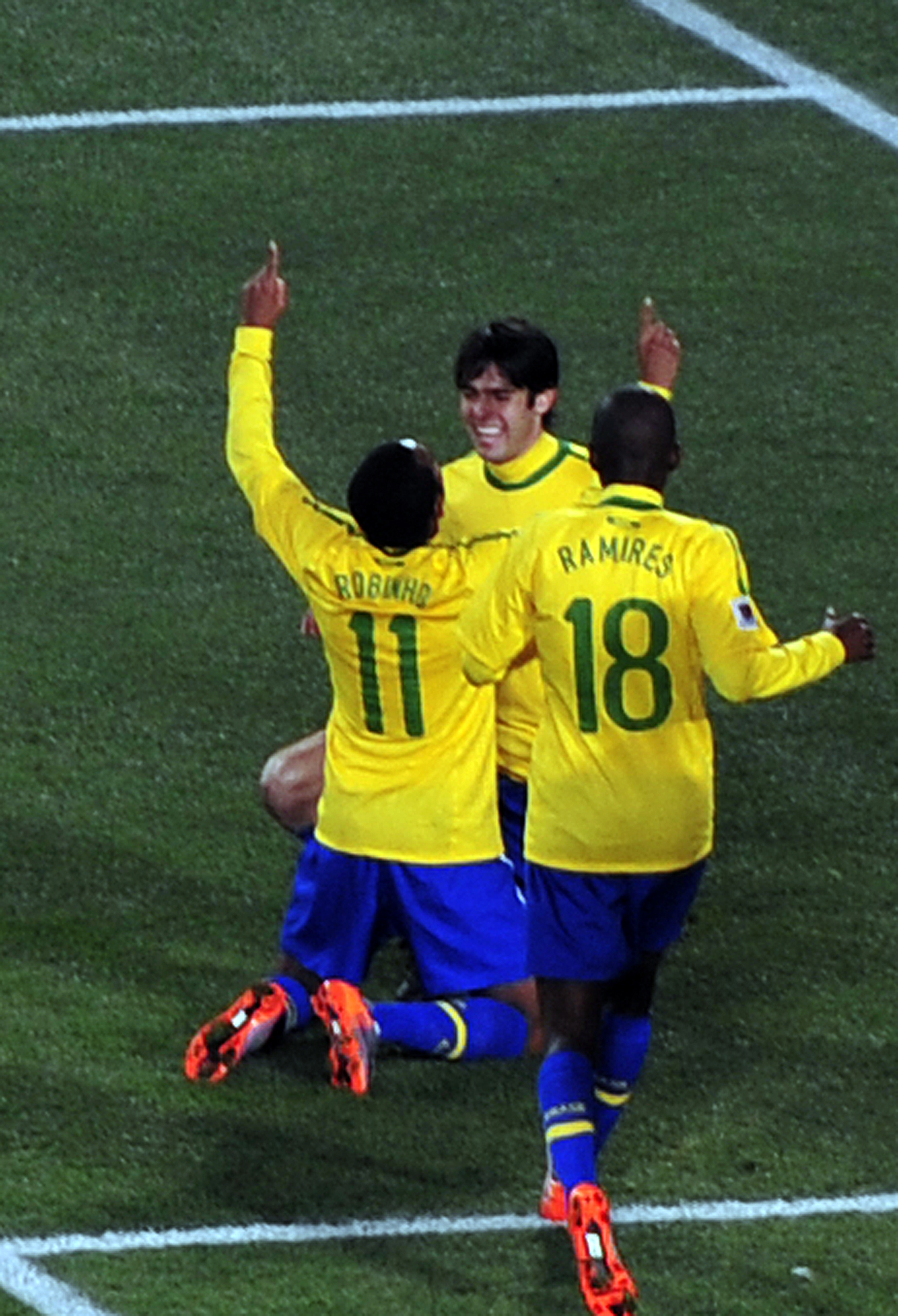
Robinho, Kaka e Ramires comemoram gol contra o Chile na Copa de 2010

Em 2008, as críticas voltaram após empates e derrotas contra equipes inferiores (Venezuela, Paraguai, Bolívia, Colômbia). A eliminação precoce para a Argentina nas Olimpíadas só agravou a situação do treinador (embora tenha obtido a medalha de bronze na competição). O ano terminou, porém, com convincente goleada por 6-2 sobre Portugal, para quem o Brasil havia perdido um amistoso há algum tempo.
O ano de 2009 foi a volta por cima. Em dezessete jogos, a seleção de Dunga conseguiu quinze vitórias, se sagrando campeã da Copa das Confederações e vencendo equipes como Itália por 3-0, Argentina por 3-1 e Inglaterra por 1-0. Com a confiança de volta, o grupo chegou para a disputa da Copa do Mundo FIFA de 2010 como um dos favoritos.
Após alguns amistosos, o Brasil iniciou sua jornada na Copa do Mundo de 2010 e passou da primeira fase derrotando Coreia do Norte por 2 a 1, Costa do Marfim por 3 a 1 e empatando com Portugal em 0 a 0. Nas oitavas de final, obteve convincente vitória por 3-0 sobre o Chile. Porém, nas quartas de final, depois de ter ido para o intervalo vencendo por 1-0 os Países Baixos, permitiu que o adversário virasse a partida para 2 a 1 e deu adeus à competição disputada na África do Sul, assim como Dunga do comando da equipe.

## Mudanças e antecedentes da Copa de 2014

### A era Mano Menezes (2010-2012)
Após o fracasso na Copa do Mundo de 2010, a CBF demitiu o treinador Dunga e convidou inicialmente Muricy Ramalho para comandar a seleção. Então treinador do Fluminense, Muricy recusou a oferta, e a CBF procurou Mano Menezes, então treinador do Corinthians, que aceitou o convite em 24 de julho de 2010. Sua principal missão seria fazer uma ampla renovação no time, principalmente com jovens jogadores, após o fracasso no Mundial da África do Sul.
O novo treinador fez sua estreia com a seleção em 10 de agosto daquele ano, com a vitória sobre os Estados Unidos, em Nova Jersey, por 2 a 0, tendo já na ocasião iniciado a estreia de nomes como Neymar, Paulo Henrique Ganso, Alexandre Pato e David Luiz, e já deixado grande parte dos veteranos da Copa do Mundo de 2010 de fora dos convocados.
Tendo como base uma equipe formada em sua maioria por jovens, a seleção com Mano teve seu primeiro grande teste na Copa América de 2011, na Argentina. Mas o Brasil não foi bem na competição. Jogando no Grupo B, formado ainda por Venezuela, Paraguai e Equador, a seleção empatou com os dois primeiros e venceu os equatorianos, mas acabou sendo eliminada nas quartas de final pelo Paraguai, em uma decisão por pênaltis marcada por cobranças erradas de Elano, Thiago Silva, André Santos e Fred.
Apesar do fracasso na Copa América, Mano Menezes foi mantido com treinador por Ricardo Teixeira, que por sua vez renunciaria à presidência da CBF em marco de 2012, tendo assumido em seu lugar o vice-presidente da entidade José Maria Marín.
O grande desafio daquele ano era levar a seleção brasileira a um inédito ouro olímpico no torneio de futebol dos Jogos de Londres. Após uma campanha com três vitórias na primeira fase (Egito, por 3 a 2; Bielorrússia, por 3 a 1; Nova Zelândia, por 3 a 0) e dois triunfos nos confrontos eliminatórios (3 a 2 em Honduras, nas quartas; 3 a 0 sobre a Coreia do Sul, na semifinal),  a seleção foi derrotada pelo México por 2 a 1 na decisão, ficando com a medalha de prata.
O novo fracasso de Mano Menezes aumentou a rejeição ao treinador, que já era muito cobrado desde o fiasco brasileiro na Copa América 2011 e pelos maus resultados diante de amistosos com seleções de ponta. Mantido ainda no cargo, o treinador decidiu fazer novos ajustes na equipe para os amistosos restantes na temporada, em especial no meio-campo, apostando em Oscar, Paulinho e Ramires, e promovendo o retorno do veterano Kaká. Quando a seleção começava a dar sinais de progresso, veio a surpreendente demissão de Mano Menezes, dois dias após a vitória sobre a Argentina no Superclássico das Américas. Mano encerrou sua passagem como treinador do Brasil com 21 vitórias, seis empates e seis derrotas, tendo sido responsabilizado pelos fracassos na Copa América de 2011 e na Olimpíada de Londres de 2012, mas também legado uma reformulação que derrubou os medalhões da Copa de 2010 e colocou jovens talentos como novos protagonistas do time.

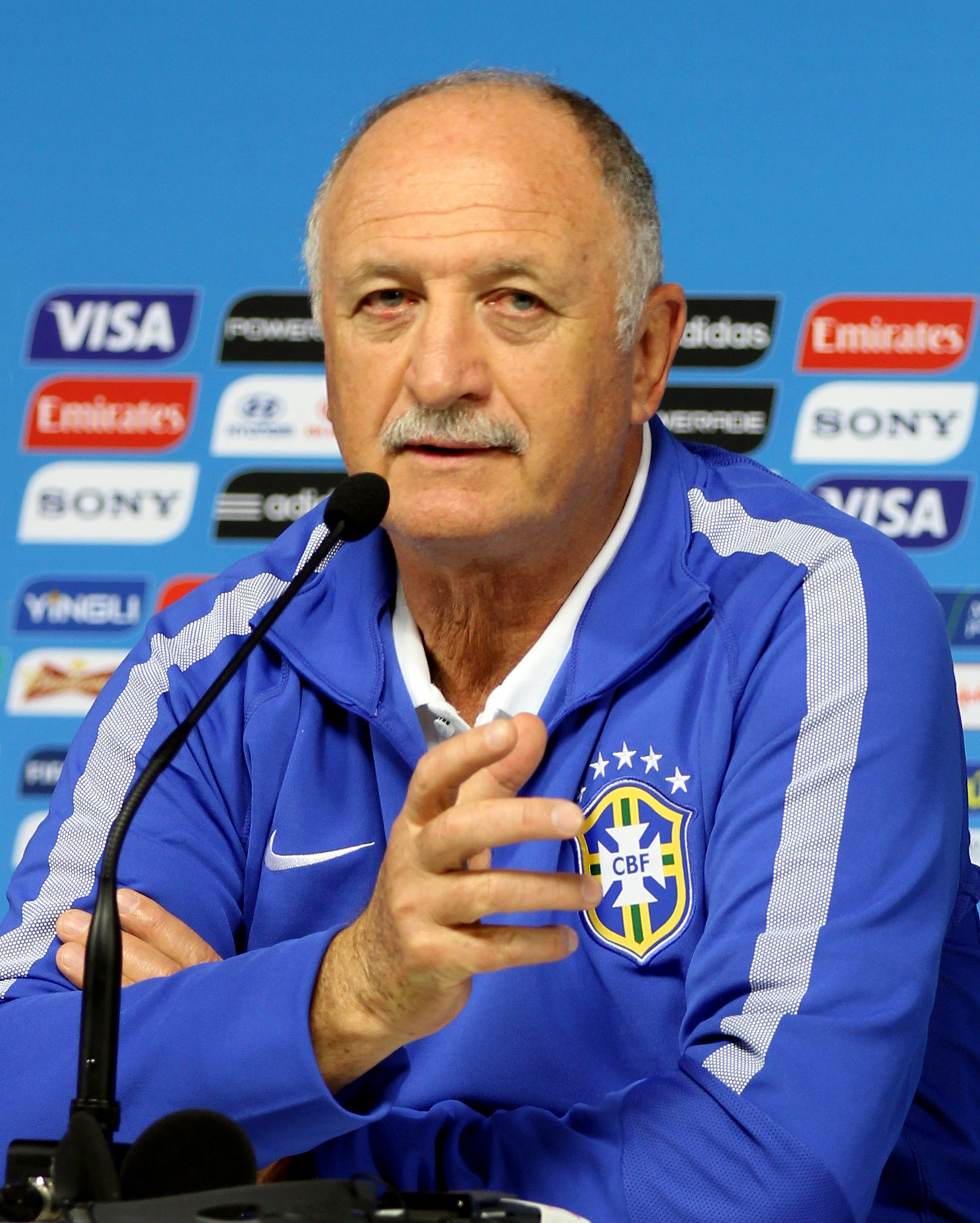
Scolari em entrevista coletiva durante a Copa de 2014

### A volta de Felipão
Luiz Felipe Scolari ou Felipão, voltou ao comando da Seleção Brasileira em 15 de janeiro de 2013, o recomeço não foi dos melhores, pois já jogou sete jogos, uma derrota diante da Inglaterra (2x1), e dois empates com as seleções da Itália (2x2) e da Rússia (1x1). No amistoso contra a Bolívia, a seleção obteve a primeira vitória (4x0) desde a volta do treinador e nos últimos jogos contra o Chile e Inglaterra na reabertura do Maracanã, terminaram ambos empatados em (2x2). No dia 09 de junho de 2013, na nova Arena do Grêmio, a nova seleção de Felipão quebrou dois tabus: com a vitória de 3x0 sobre a França, encerraram-se os 21 anos sem conquistar uma vitórias sobre os "Bleus" (incluindo nessa conta os duelos de 1998 e 2006, pelas Copas da França e da Alemanha, respectivamente, o de 1997 pelo Torneio da França, e o de 2001 pela Copa das Confederações) e os 3 anos e meio sem derrotar uma seleção campeã mundial.

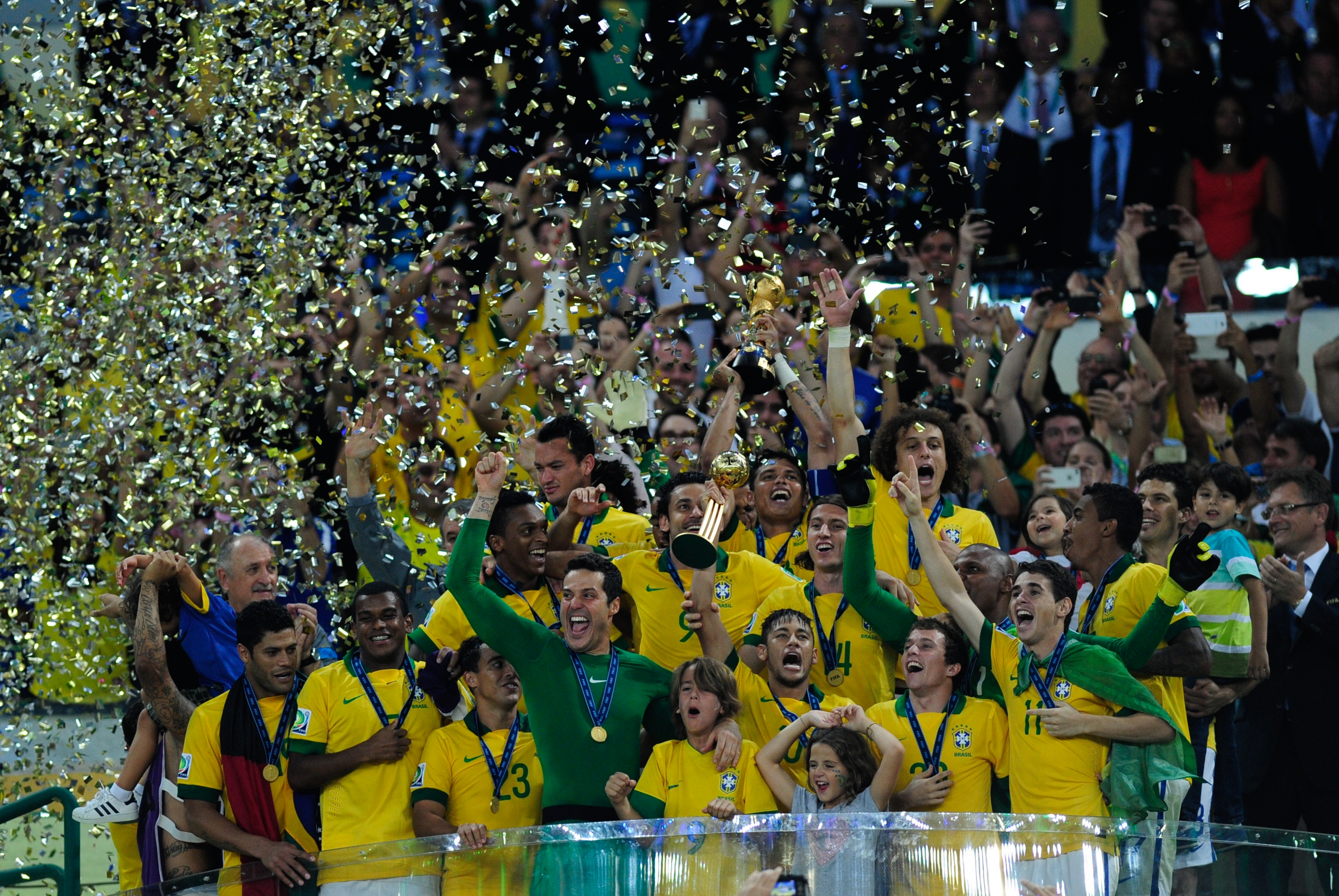
Jogadores e comissão técnica na festa pela conquista da Copa das Confederações no Brasil em 2013.

### Tetracampeonato da Copa das Confederações
Na Copa das Confederações de 2013, logo na estreia, o Brasil ganhou do Japão (3x0). No segundo jogo  venceu o México de 2 x 0. No último jogo da fase de grupos, venceu a seleção italiana por 4 x 2. Na semifinal, derrotou o Uruguai por 2 x 1 e garantiu vaga para a final contra a então campeã mundial, a Espanha. O Brasil foi campeão da Copa das Confederações derrotando a equipe europeia, invicta em jogos oficiais exatamente há 3 anos e 29 jogos, pelo placar de 3 x 0. Com esse resultado a seleção conseguiu sair do vigésimo segundo lugar no ranking da FIFA subindo vários degraus e ficando na nona colocação.
Após o título, a seleção goleou a Austrália por 6x0 em um amistoso em Brasília. Depois foi a vez de Portugal no reencontro de Felipão com os portugueses, que foram vencidos por 3x1 em um amistoso realizado em Boston e encerrou 2013 com uma vitória sobre o Chile. Com as duas vitórias nos amistosos, saiu da nona colocação para a oitava colocação, segundo o novo Ranking da FIFA, divulgado em 12 de setembro de 2013.

## 2014: Copa do Mundo em casa e o fiasco histórico

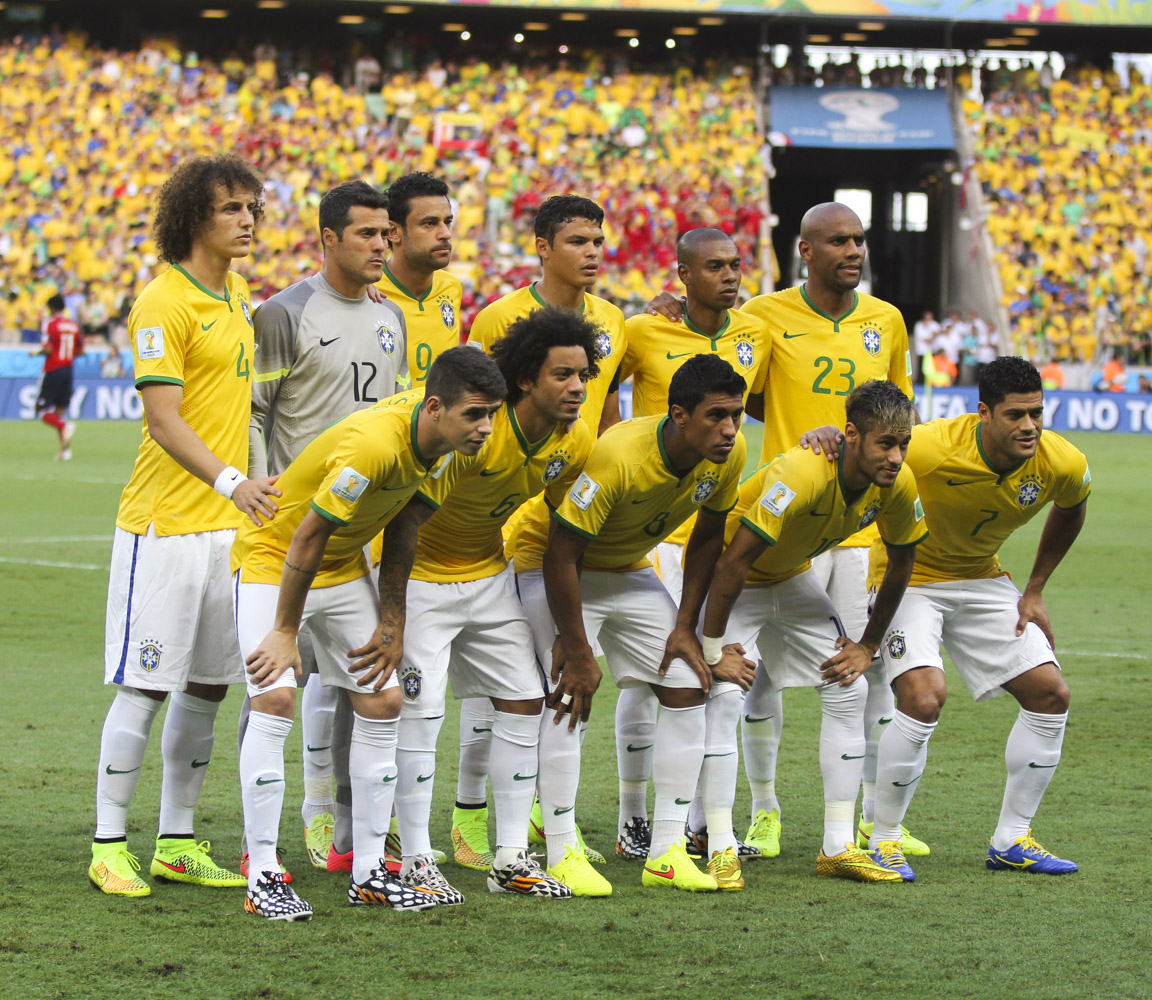
Jogadores posam para foto antes do jogo contra a Colômbia na Copa

Depois de 64 anos do trauma de 1950, o Brasil voltou a sediar uma Copa do Mundo. Numa competição considerada por torcedores e pela imprensa mundial como a melhor depois de muito tempo, o selecionado brasileiro não fez uma campanha brilhante na primeira fase, mas se classificou em primeiro lugar em seu grupo, depois de vencer a Croácia por 3 a 1, empatar com o México por 0 a 0 e derrotar Camarões por 4 a 1.
Nas oitavas de final, em jogo disputado no Estádio do Mineirão, em Belo Horizonte, a equipe teve dificuldades para passar pelo Chile, empatando no tempo normal e na prorrogação por 1 a 1, mas venceu nas disputas de pênalti, com atuação decisiva do goleiro Júlio César. Nas quartas de final, em partida realizada em Fortaleza, o Brasil jogou melhor e venceu a Colômbia por 2 a 1, mas, para preocupação geral da torcida, perdeu seu maior jogador, o atacante Neymar, lesionado na vértebra.

### A perda inesquecível e humilhante aos olhos do mundo
Nas semifinais, novamente no Estádio do Mineirão, o Brasil sofreu uma derrota por 7 a 1 para a Alemanha, perdendo mais uma vez a chance de ganhar uma Copa do Mundo em casa. A goleada imposta pelos alemães representou a derrota mais expressiva em 100 anos de história da Seleção Brasileira, igualando a diferença de gols do jogo Uruguai 6 x 0 Brasil, pela Copa América de 1920. Foi também a primeira vez que a seleção brasileira sofreu 7 gols numa partida em casa, a maior derrota de um campeão mundial em toda a história e o maior revés em uma semifinal em todas as edições de uma Copa do Mundo.

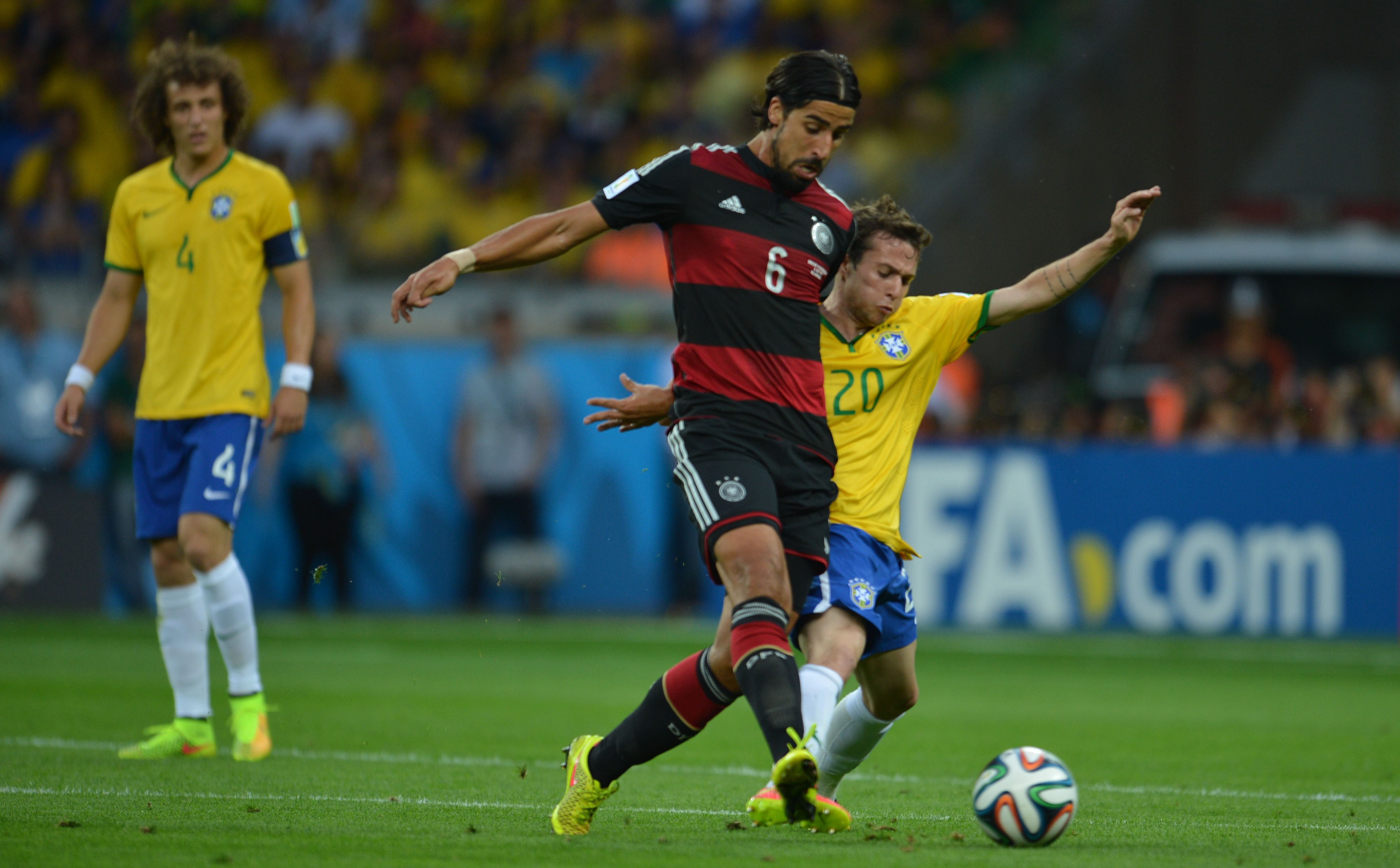
Bernard, observado por David Luiz, disputa bola com o jogador alemão Khedira nas semifinais.

Na decisão do terceiro lugar, mesmo com algumas mudanças promovidas por Scolari, o Brasil foi mais uma vez superado, agora pela Holanda, pelo placar de 3 a 0, despedindo-se de maneira melancólica da Copa de 2014 e terminando a competição na quarta colocação, o que influenciou na demissão de  Felipão.
Com a derrota brasileira em 2014, o Brasil e Espanha são, entre as seleções campeãs mundiais, as duas únicas que não venceram um dos seus títulos "em casa", como país-anfitrião, sendo que o Brasil sediou a Copa duas vezes (em 1950 e 2014), enquanto a Espanha uma única vez (1982). Ou seja, o Brasil é o país com mais títulos no futebol mundial (até 2014, cinco títulos) mesmo jamais tendo se "aproveitado" do "fator casa" para vencer a Copa. Em 6 ocasiões (Uruguai-1930, Itália-1934, Inglaterra-1966, Alemanha-1974, Argentina-1978, França-1998), as Copas foram vencidas pelo país-anfitrião, e em quatro destes casos (Itália-1934, Inglaterra-1966, Alemanha-1974, Argentina-1978) muito se comenta até hoje sobre possíveis "armações" para beneficiar o time da casa.

## 2014–2016: Retorno de Dunga
Após a saída do treinador Luiz Felipe Scolari, a CBF inicialmente admitiu contratar um treinador estrangeiro para dirigir a seleção brasileira. Porém, dias depois, foi anunciado o retorno de Dunga, ex-capitão da seleção tetracampeã em 1994 e que comandou a Seleção entre 2006 e a Copa de 2010. A apresentação oficial ocorreu no dia 22 de julho de 2014.
Nesta sua segunda passagem pela Seleção Brasileira, Dunga conquistou 11 vitórias seguidas com destaque para as vitórias sobre a Argentina por 2 a 0 em Pequim válido pelo Superclássico das Américas e para a França por 3 a 1 num amistoso em Saint-Dennis. A sequência de vitórias seguidas foi interrompida na derrota por 1 a 0 para a Colômbia na segunda rodada da Copa América de 2015. Nas quartas de final do torneio continental disputado no Chile, a Seleção Brasileira acabou sendo eliminada nos pênaltis para o Paraguai, após empate em 1 a 1 no tempo normal, com a eliminação na Copa América o Brasil não disputou a Copa das Confederações em 2017. Mesmo após o fiasco da Copa América de 2015, o emprego de Dunga continuou garantido.
Em 2016 a Seleção Brasileira colecionou um novo fiasco na edição especial denominada Copa América Centenário realizada nos Estados Unidos. Na ocasião, não se classificou para a próxima fase terminando em terceiro lugar num grupo formado pela seleção do Equador, Peru e Haiti. A campanha contemplou um empate sem gols com os equatorianos, uma goleada de 7 a 1 sobre os haitianos e uma derrota de 1 a 0 para a seleção peruana, cujo gol foi incorretamente validado (foi marcado com a mão pelo atacante peruano Ruidíaz). A pior campanha do Brasil em 93 anos de disputas da Copa América foi determinante para a nova demissão do técnico Dunga no dia 14 de junho de 2016.

## 2016–2022: Era Tite
Dias após a demissão de Dunga, a Seleção Brasileira estava a procura de um novo treinador. O então técnico do Corinthians, Tite, foi o mais cotado para assumir a Seleção. Até que o técnico de 55 anos aceitou. E, em 20 de junho, foi apresentado na CBF. Tite levou a comissão técnica do Corinthians com ele, inclusive o então diretor de futebol do clube, Edu Gaspar. E logo em seus 6 primeiros jogos no comando da Seleção, a equipe de Tite igualou a marca da equipe de João Saldanha, que venceu seis jogos seguidos nas Eliminatórias da Copa do Mundo FIFA de 1970. Nesse tempo a seleção olímpica treinada por Rogério Micale conquistou o primeiro ouro na história do futebol brasileiro nos Jogos Olímpicos do Rio de Janeiro em 2016, vencendo a Alemanha nos pênaltis por 5x4 após empatar em 1 a 1 no tempo normal.
Em 28 de março de 2017, depois de vencer o Paraguai por 3 a 0, tornou-se a primeira seleção a se classificar para a Copa do Mundo de 2018, que seria realizada na Rússia. Em 31 de agosto de 2017 a Seleção Brasileira venceu o Equador por 2 a 0 e alcançou a marca de 9 vitórias seguidas nas eliminatórias (nenhuma outra seleção conseguiu tal feito até o momento), chegando a 36 pontos marcados na competição e se tornando a melhor campanha histórica do Brasil no atual formato das Eliminatórias.

### Frustração na Copa do Mundo 2018
Mesmo com todo o otimismo gerado pela boa campanha nas Eliminatórias, o Brasil fez uma campanha decepcionante no Mundial da Rússia. No Grupo E, junto de Costa Rica, Sérvia e Suíça, a Seleção obteve 2 vitórias e 1 empate, conquistando a liderança do grupo, mas apresentando um desempenho muito aquém daquele demonstrado nas Eliminatórias.
Na estreia, o Brasil começou bem e fez o primeiro gol com 19 minutos em um chute forte de Coutinho. Mas logo após o gol o Brasil parou de incomodar e tentou apenas administrar a partida até que no começo da segunda etapa em uma falha primária do zagueiro Miranda (que não marcou corretamente o jogador suíço na jogada de escanteio se pondo à frente do mesmo), a Suíça chegou ao empate. Mesmo após perder a vantagem no placar o Brasil pouco fez e a partida acabou com um empate frustrante por 1x1, sendo a primeira vez que o Brasil não vence uma partida de estreia em Copa do Mundo desde 1978. O time do Brasil reclamou da arbitragem, alegando que o juiz teria deixado de marcar uma falta em Miranda no lance do gol da Suíça, mas a FIFA analisou o lance e concluiu que não houve erro de arbitragem.
Na segunda rodada, o primeiro gol só veio sair no acréscimo do segundo tempo, novamente com Coutinho, que apareceu livre dentro da área e deu um toque sutil para finalizar. A tranquilidade só veio com o gol marcado por Neymar no último minuto de acréscimo que garantiu a vitória por 2-0. Na última rodada da fase de grupos, o Brasil não poderia perder o jogo para a Sérvia, pois esse resultado obrigaria a Costa Rica a vencer a Suíça para que o Brasil ocupasse a segunda posição do grupo. A partida foi um pouco nervosa, pois a Sérvia incomodou em alguns momentos, mas o Brasil soube administrar bem o jogo e saiu com uma vitória próxima de convencer, 2x0, com gols de Paulinho e Thiago Silva.
O adversário das oitavas de final foi o México, que já havia surpreendido a então campeã, Alemanha, no jogo de estreia, no qual venceu por 1-0. O primeiro tempo de Brasil e México foi muito morno, com pouquíssimas oportunidades para ambos os lados. No segundo tempo o Brasil foi superior ao México e resolveu a partida com gols de Neymar e Roberto Firmino, que entrou no lugar de Gabriel Jesus já no segundo tempo.
A ilusão do hexacampeonato acabou no jogo contra a Bélgica nas quartas de final. Mesmo jogando mal, o otimismo ainda permanecia inalterado, com o Brasil se considerando totalmente capaz de superar a Bélgica, que sofreu para se classificar contra o Japão nas oitavas de final (vitória de virada por 3-2). Porém, mal a partida começou e o golpe de realidade veio à tona, quando Fernandinho teve a infelicidade de marcar contra o próprio gol e abrir o placar a favor do time belga. Ainda no primeiro tempo a Bélgica marcou em um contra-ataque puxado por Romelu Lukaku, que percorreu quase todo o campo conduzindo a bola ao ataque sem ser parado e depois tocou para Kevin De Bruyne surpreender com uma finalização perfeita de fora da área e ampliar a vantagem para 2-0. A seleção brasileira teve um melhor desempenho no segundo tempo, tendo Renato Augusto marcado com gol de cabeça, porém, não conseguiu anotar novamente e foi eliminada pela seleção belga. Dessa maneira, o Brasil foi eliminado por uma seleção europeia pela quarta vez seguida desde o título do pentacampeonato em 2002.
Ainda durante a Copa de 2018, a CBF anunciou que, se a seleção fosse campeã, o time iria fazer uma comemoração no Rio de Janeiro e não iria a Brasília se encontrar com o Presidente da República. Seria algo inédito, pois em todos os cinco títulos mundiais da seleção os jogadores foram a Brasília receber os parabéns do Presidente.
Após a Copa, a CBF renovou o contrato do técnico Tite até a Copa de 2022.

### A Copa América em casa

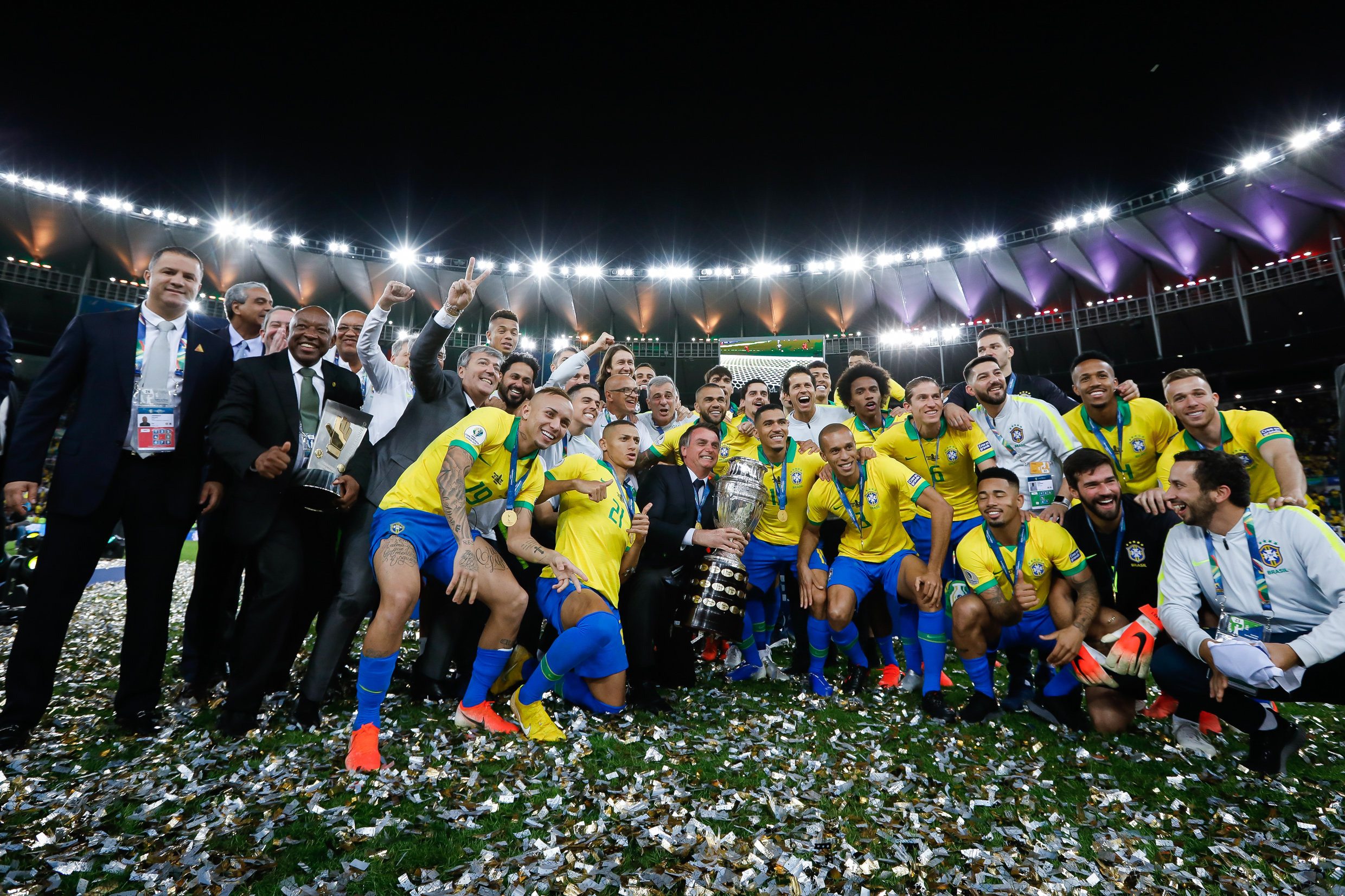
A Seleção Brasileira comemora a vitória na final da Copa América de 2019.

Depois do Mundial na Rússia, a seleção ainda fez seis jogos em 2018, vencendo todos. No entanto, o futebol apresentado pelo time nessas partidas não foi considerado convincente. Em 2019, as críticas ao futebol da seleção aumentaram muito após o Brasil empatar com o Panamá por 1 a 1 em um amistoso. De olho na Copa América de 2019, que seria disputada em casa, a seleção ainda fez mais três amistosos, contra República Tcheca, Qatar e Honduras, vencendo todos. Mas, no amistoso contra o Qatar, Neymar sofreu uma lesão no tornozelo que o cortou da Copa América. Assim, sem convencer totalmente depois da Copa do Mundo e sem seu principal jogador, a seleção chegou para a disputa do torneio continental sob pressão.
Mesmo sem Neymar, a seleção fez valer o fator de jogar em casa e foi campeã da Copa América de 2019 no Brasil. No começo da competição, a seleção ainda demonstrou irregularidades e, nos dois primeiros jogos, venceu a Bolívia por 3 a 0 sem convencer e só empatou sem gols com a Venezuela. Mas depois disso, o time melhorou e, com o apoio da torcida em casa, foi ganhando bem as partidas seguintes até se sagrar campeão. O título veio com uma vitória por 3 a 1 sobre o Peru e a final foi disputada no Rio de Janeiro, no estádio do Maracanã. Foi o primeiro título de Tite com a seleção principal. O título fez a seleção e o técnico Tite recuperarem parte da confiança da torcida. No entanto, também houve um descontentamento pelo fato de Tite ter convocado muitos jogadores veteranos para a Copa América em vez de testar mais jogadores novos. Nos amistosos depois do torneio, a seleção não foi bem e empatou com a Colômbia por 2 a 2, com o Senegal por 1 a 1, com a Nigéria por 1 a 1, e perdeu para o Peru e para a Argentina, ambos por 1 a 0. Com isso, a seleção ficou cinco jogos sem vencer, o que não acontecia desde 2004. Esses resultados e o desempenho do time fizeram a seleção e o técnico Tite voltarem a receber críticas. A seleção só voltou a ganhar no último amistoso de 2019, contra a Coréia do Sul, vencido por 3 a 0.

### Segunda Copa américa em casa e derrota para os Argentinos
Após o título da Copa américa em 2019, a seleção Brasileira vinha com esperanças do Bicampeonato consecutivo, como estava na época da pandemia, a Colômbia queria sediar a competição junto com a Argentina mas desistiu por questões políticas. Então, a CONMEBOL decidiu fazer a Copa América no Brasil, a seleção chegou até a final, mas perdeu para a Argentina. Na primeira fase, estreou contra a Venezuela e venceu por 3 a 0, com gols de Marquinhos, Neymar de pênalti e Gabriel Barbosa. A segunda partida, foi contra o Peru, e uma vitória por 4 a 0, e na terceira partida contra a Colômbia vitória por 2 a 1 com gols Roberto Firmino e Casemiro, que deu a classificação do Brasil para a fase final, e na última partida contra a seleção do Equador, um empate por 1 a 1.
Na fase Final, o Brasil enfrentou o Chile e venceu por 1 a 0 com gol de Lucas Paquetá, nas semifinais novamente o Brasil enfrentava o Peru, e novamente 1 a 0 com o único gol sendo marcado por Lucas Paquetá. Na final da Copa América, o Brasil ia enfrentar a seleção Argentina, no estádio do Maracanã no Rio de Janeiro. Mas na final Ángel Di María fez o gol da vitória da Argentina por cobertura, e fez com que a Argentina fosse campeã da Copa América.

### Eliminação precoce para a Croácia
Um ano após a derrota do Brasil para a Argentina na final da Copa América, o Brasil estava em busca  do hexa na Copa do Mundo no Catar. A seleção Brasileira vinha de amistosos contra Coreia do Sul, Japão, Gana e Tunísia. Nas eliminatórias, o Brasil não perdeu nenhum jogo, e vinha com muito esperança do título, na fase de grupos o Brasil estreou contra a Sérvia com uma vitória por 2 a 0 com os dois gols sendo do atacante Richarlison, com o segundo sendo um gol de bicicleta. Mas, o que mais preocupou a Seleção foi a lesão de Neymar, mas ele pode voltar ainda na Copa do Mundo, a segunda partida contra Suíça, foi um jogo que terminou 1 a 0 para o Brasil com gol de Casemiro, e o Brasil foi classificado para a próxima fase do torneio. Na terceira e última rodada, o Brasil enfrentava a seleção camaronesa, mas, como o Brasil já estava classificado o técnico Tite resolveu escalar os reservas, e o Brasil foi derrotado por 1 a 0 com gol de Vicent Aboubakar. Essa foi a primeira vez que uma seleção da CAF derrotou a Seleção Brasileira em um Mundial.
Na fase final, o Brasil enfrentava a Coreia do Sul, jogo esse que marcou a volta de Neymar no time, e uma vitória por 4 a 1 com gols de Neymar de Pênalti, Lucas Paquetá, Richarlison e o primeiro gol de Vinícius Júnior pela seleção Brasileira. Nas quartas de Final daquele mundial, o Brasil enfrentava a Croácia, mas, no tempo normal o jogo ficou em um empate por 0 a 0, o confronto teve que ser decidido na prorrogação, mas, no final do primeiro tempo da prorrogação, Neymar abriu o placar para o Brasil, com a vitória já encaminhada o técnico Tite deixou a seleção mais equilibrada. Mas, aos 11 minutos do segundo tempo da prorrogação, o Brasil leva um gol de contra-ataque que deixa a decisão para a disputa de Pênaltis, mas na primeira cobrança, o jogador Vlašić marca e Rodrygo desperdiça a cobrança, na segunda cobrança, ambos marcam Majer para a Croácia, e Casemiro para o Brasil, na terceira cobrança, novamente ambos marcam, Luka Modrić e Pedro para Croácia e Brasil respectivamente, e na quarta cobrança, Oršić marca e Marquinhos chuta a bola na trave, e o Brasil foi eliminado da Copa do Mundo. E o técnico Tite foi demitido do cargo como treinador da seleção.

## Pós Tite 2023-Atualmente

### 2023
Após a eliminação na Copa do Mundo de 2022 Tite não ficou no cargo de técnico da Seleção brasileira de futebol. Para 2023, a CBF marcou 3 amistosos em março, contra Marrocos, Guiné e Senegal, e para comandar a seleção, a CBF colocou Ramón Menezes como técnico interino, o primeiro amistoso contra Marrocos, uma derrota por 2 a 1, o segundo contra Guiné uma vitória por 4 a 1, e contra Senegal, derrota por 4 a 2. Após os amistosos, Fernando Diniz assume o lugar de Ramón Menezes no cargo de treinador interino.
Em setembro nas eliminatórias para a copa de 2026 na estreia contra a Bolívia uma vitória por 5 a 1, e o jogador Neymar Jr. virou o maior artilheiro da história da Seleção Brasileira ultrapassando Pelé.
Os próximos jogos foram contra Peru, vitória por 1 a 0, empate contra a Venezuela em 1 a 1, derrota para o Uruguai por 2 a 0, com Neymar Jr. sofrendo uma lesão gravíssima, derrota para a Colômbia de virada por 2 a 1, e derrota em casa para a Argentina por 1 a 0. O Brasil terminou o ano com 37% de aproveitamento em 9 jogos. Um dos piores de sua história.

### Copa América nos Estados Unidos
No começo do ano, a CBF contratou Dorival Jr. para ser técnico da Seleção Brasileira. Na Copa América o Brasil estava no Grupo D, junto com Colômbia, Costa Rica e Paraguai, o Primeiro jogo era contra a Costa Rica, mas o placar não saiu do zero, mesmo que Marquinhos tenha feito um gol, mas foi marcado impedimento no lance. A segunda partida era contra o Paraguai, e uma tranquila vitória por 4 a 1 com 2 gols de Vini Jr., um gol de Raphinha e um de Savinho, no terceiro e último jogo o Brasil precisava vencer a Colômbia para ficar em primeiro no grupo, mas com 5 minutos de jogo, o atacante Vini Jr. levou um cartão Amarelo e ficou de fora do jogo contra o Uruguai nas quartas de final. Aos 19 minutos do primeiro tempo, Raphinha acerta um chute de falta e marca um gol ao Brasil, mas nos acréscimos do primeiro tempo, Muñoz empata para a Colômbia, e o jogo termina em 1 a 1.
Nas quartas de final contra o Uruguai, sem o Vini Jr. que havia recebido o segundo cartão Amarelo na partida anterior, o Brasil ficou no empate contra o Uruguai em 0 a 0, que se estendeu até às cobranças de Pênaltis, o Uruguai bateu o primeiro pênalti, sendo convertido por Valverde, já o Brasil desperdiçou com Éder Militão, na segundo cobrança para a seleção Celeste, novamente o pênalti foi convertido, dessa vez por Bentancur, e Andreas Pereira converteu para o Brasil, a terceira cobrança foi de Giorgian De Arrascaeta que converteu, já Douglas Luiz chutou na trave, Giménez teve a chance de acabar com o jogo, mas desperdiçou, e Gabriel Martinelli converteu para o Brasil, na última cobrança Ugarte fez 4 a 2 para o Uruguai que eliminou a Seleção Brasileira.

### 2025
O ano começou, com dois jogos pelas Eliminatórias para a Copa do Mundo de 2026. O primeiro jogo, contra a Colômbia, a Seleção Brasileira venceu a por 2 a 1, com gols de Raphinha (de pênalti) e de Vinícius Júnior nos últimos minutos, enquanto Luis Díaz fez para a Colômbia. o segundo jogo, era contra a Argentina, atual campeã da Copa do mundo e da Copa América, no Estádio Mâs Monumental, em Buenos Aires, o resultado foi de 4 a 1 para a Argentina, com gols de Julian Alvaréz, Enzo Fernández, Alexis Mac Allister e Giuliano Simeone, enquanto o gol do Brasil foi marcado por Matheus Cunha. Este jogo contra a Argentina, foi o último de Dorival Júnior pela seleção, tendo em 16 jogos, 7 vitórias, 7 empates e 2 derrotas, e um aproveitamento de 58,3% dos pontos, com 25 gols marcados, e 17 gols Sofridos.